# Wielka Brytania
Wielka Brytania lub Zjednoczone Królestwo (ang. United Kingdom), oficjalnie Zjednoczone Królestwo Wielkiej Brytanii i Irlandii Północnej (ang. United Kingdom of Great Britain and Northern Ireland) – państwo wyspiarskie w Europie Zachodniej, w skład którego wchodzą: Anglia, Walia i Szkocja położone na wyspie Wielka Brytania oraz Irlandia Północna leżąca w północnej części wyspy Irlandia. Na wyspie tej znajduje się jedyna granica lądowa Zjednoczonego Królestwa z innym państwem – Irlandią. Poza nią Wielka Brytania otoczona jest przez Ocean Atlantycki na zachodzie i północy, Morze Północne na wschodzie, kanał La Manche na południu i Morze Irlandzkie na zachodzie.
Wielka Brytania posiada kilkanaście terytoriów zależnych, które nie są formalnie częścią państwa, ale są z nim konstytucjonalnie powiązane i administracyjnie podległe. Należą do nich dependencje Korony brytyjskiej (Guernsey, Jersey i Wyspa Man) oraz brytyjskie terytoria zamorskie: Akrotiri, Anguilla, Bermudy, Brytyjskie Terytorium Antarktyczne, Brytyjskie Terytorium Oceanu Indyjskiego, Brytyjskie Wyspy Dziewicze, Dhekelia, Kajmany, Falklandy, Georgia Południowa i Sandwich Południowy, Gibraltar, Montserrat, Pitcairn, Turks i Caicos oraz Wyspa Świętej Heleny, Wyspa Wniebowstąpienia i Tristan da Cunha.
Wielka Brytania jest członkiem założycielem Wspólnoty Narodów zrzeszającej byłe kolonie, dominia i inne posiadłości brytyjskie. Od 1 stycznia 1973 do 31 stycznia 2020 roku członek najpierw Wspólnoty Europejskiej, a później Unii Europejskiej (UE). Jest stałym członkiem Rady Bezpieczeństwa ONZ od czasu jej pierwszej sesji w 1946 r., posiadającym prawo weta. Wchodzi także w skład Rady Europy, G7, G20, NATO, OECD oraz WTO.
Wielka Brytania jest krajem rozwiniętym, stanowi szóstą gospodarkę świata według PKB nominalnego i ósmą gospodarkę świata według parytetu siły nabywczej. Było to pierwsze na świecie w pełni zindustrializowane państwo oraz największe mocarstwo światowe w XIX i na początku XX wieku.
Wielka Brytania pozostaje nadal mocarstwem ze znacznymi wpływami ekonomicznymi, kulturalnymi, militarnymi, naukowymi i politycznymi na arenie międzynarodowej. Brytyjskie siły zbrojne stacjonują w 80 krajach świata (największe stałe garnizony są w Niemczech, na Cyprze, na Falklandach, w Gibraltarze i w Kanadzie). Wysokość wydatków na wojskowość daje Wielkiej Brytanii ósme miejsce na świecie (2019). Posiada również ok. 200 głowic atomowych.

## Geografia

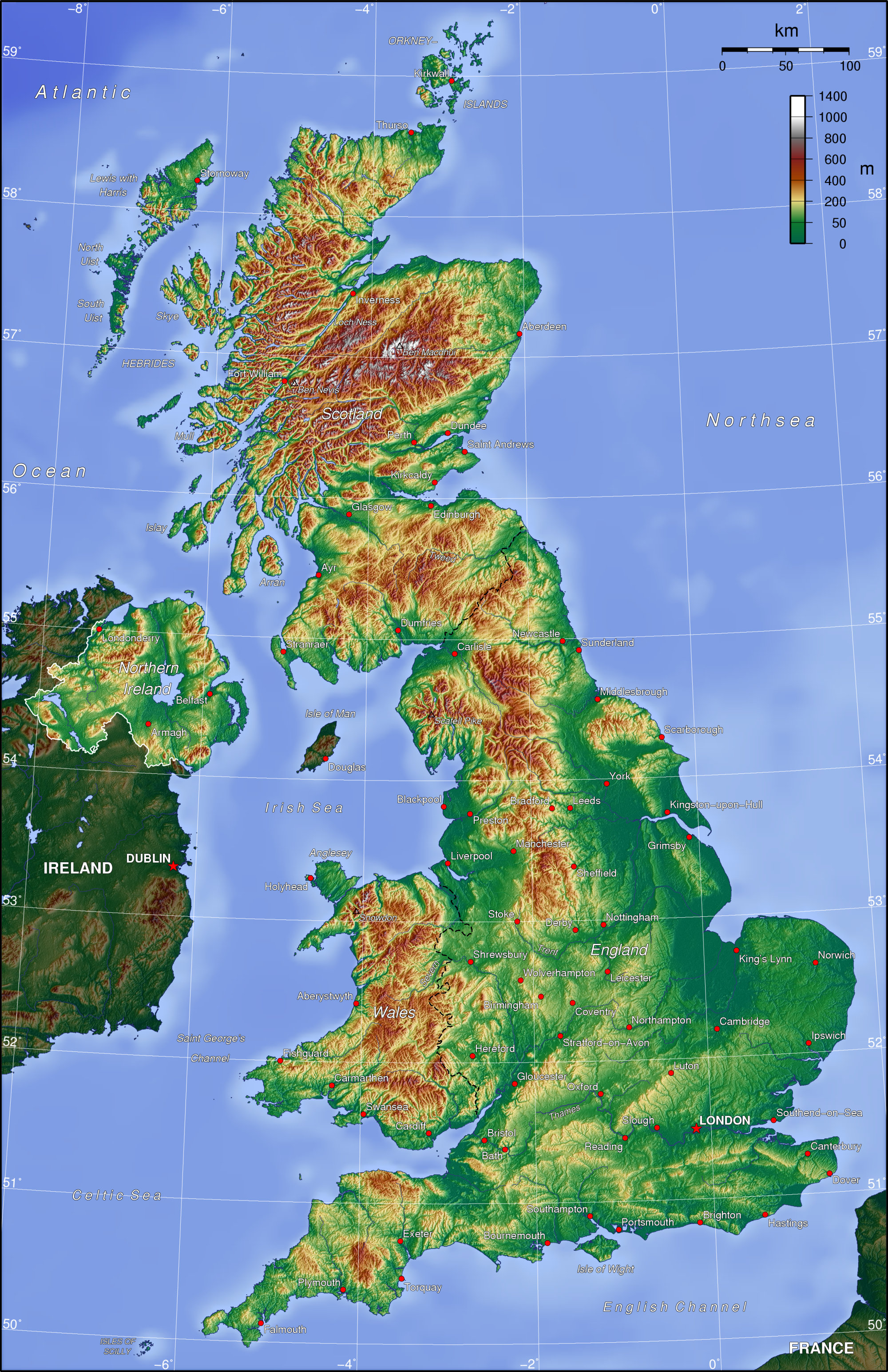
Mapa hipsometryczna Wielkiej Brytanii

Kraina Jezior

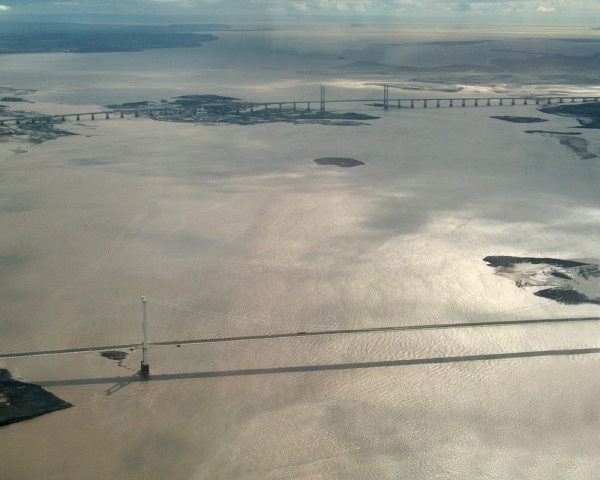
Ujście Severn

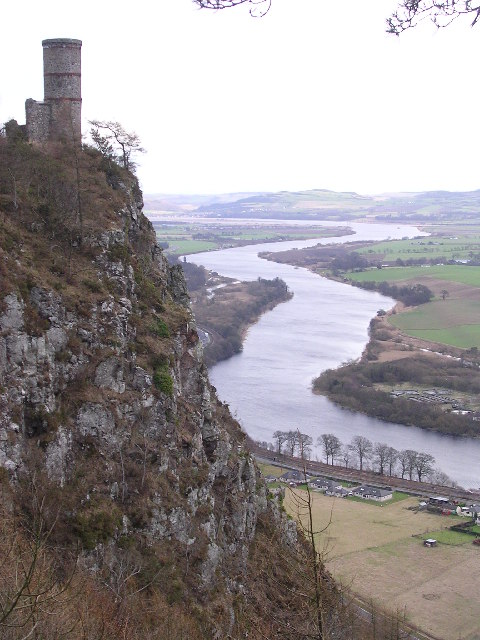
Tay w Perth

Góry i wzgórza występują głównie w zachodniej części wyspy i opadają łagodnie na wschód, przy czym wysokość wzniesień na ogół rośnie w kierunku północnym.
U wybrzeży Wielkiej Brytanii występują pływy morskie, do 15 m w estuarium Severn, co jest drugą wysokością na świecie (po zatoce Fundy). Istnienie pływów powoduje, że rzeki uchodzą estuariami.
W Anglii najdłuższe i największe rzeki to Severn (354 km), Tamiza (346 km) i Trent (298 km). Największymi miastami są Londyn (7,56 mln osób), Birmingham (1,02 mln), Manchester, Liverpool, Leeds, Bristol, Sheffield oraz Newcastle upon Tyne. Podmorski tunel (Eurotunel) niedaleko Dover łączy Wielką Brytanię z Francją.
Walia jest krajem górzystym, a jej najwyższy szczyt to Snowdon (1085 m n.p.m.). Na północ od głównego lądu leży wyspa Anglesey. Największym miastem i stolicą jest Cardiff, znajdujące się w południowej Walii.
Szkocja pod względem geograficznym jest krajem bardzo zróżnicowanym, z wyżynami na południu, wąskim pasem nizin między Edynburgiem a Glasgow oraz górami na północy i zachodzie, gdzie znajduje się najwyższy szczyt Wielkiej Brytanii – Ben Nevis (1345 m n.p.m.). Płynie tu Tay – największa rzeka Wielkiej Brytanii, biorąc pod uwagę przepływ przy ujściu. W Szkocji można spotkać wiele zatok, fiordów i jezior. U jej północnych wybrzeży rozsianych jest wiele wysp: Hebrydy, Orkady czy Szetlandy. Główne miasta to Edynburg, Glasgow i Aberdeen.
Irlandia Północna, obejmująca północno-wschodnią część wyspy Irlandia, jest krajem pagórkowatym. Główne miasta to Belfast i Derry.

### Skutki zmian klimatu
W Wielkiej Brytanii, w wyniku zmian klimatu, panuje tendencja do cieplejszych zim i lat, poziom morza na wybrzeżu brytyjskim podnosi się o około 3 mm każdego roku i pojawiają się oznaki zmian w strukturze opadów. Klimatolodzy oczekują, że fale upałów, takie jak w 2003 r., staną się normą w latach 40. XXI wieku w wyniku kryzysu klimatycznego. Obliczenia modelowe z 2019 r. pokazują, że Londyn zostałby przeniesiony do innej strefy klimatycznej, gdyby wystąpił scenariusz RCP4.5. Klimat w Londynie w 2050 r. będzie bardziej przypominał klimat w Barcelonie (Hiszpania), niż poprzedni klimat w tym mieście. Nawet ekstremalne zjawiska pogodowe stają się coraz częstsze i intensywniejsze. Wykazano, że powodzie w Anglii 2013–2014 można przypisać zmianom klimatu spowodowanym przez człowieka.

## Historia

### Starożytność
W starożytności obszar dzisiejszej Wielkiej Brytanii był zasiedlany przez plemiona celtyckie. Prawdopodobnie przybyły one z centralnej lub wschodniej Europy. Celtowie znali metody obróbki żelaza, dzięki czemu posiadali lepszą broń niż dotychczasowi mieszkańcy wyspy (którzy dalej stosowali brąz). Przypuszcza się, że napór Celtów spowodował ich migracje na tereny stanowiące dzisiaj Walię, Szkocję i Irlandię. Celtowie ciągle napływali do Brytanii przez kolejne 700 lat. Zajmują oni szczególne miejsce w historii Brytanii, gdyż to od nich właśnie wywodzi się duża liczba mieszkańców obecnej Szkocji, Kornwalii, Walii i Irlandii. Ich kultura oraz język zostały przyjęte przez ówczesnych mieszkańców wyspy.
W 55 roku p.n.e. inwazji na Brytanię dokonał Juliusz Cezar. Swoje wrażenia opisał w dziele O wojnie galijskiej.
Przyczyną inwazji Rzymian na Brytanię była pomoc, której mieszkający tam Celtowie udzielali Celtom z Galii. Dostarczali im żywności i udzielali schronienia na wyspie. Rzymianie chcieli powstrzymać te praktyki oraz przejąć kontrolę nad tamtejszą produkcją artykułów spożywczych.
W trakcie dwóch pierwszych prób inwazji na Brytanię, dokonanych przez Cezara w 55 i 54 roku p.n.e., nie zdobyto żadnych terytoriów. Właściwy podbój Brytanii przez Rzymian rozpoczął się w roku 43 n.e. Dzięki przewadze wojskowej oraz walkom, jakie toczyli między sobą Celtowie, nie był on trudny. Największym aktem oporu było powstanie Celtów pod przywództwem Boudiki około roku 60, lecz i ono zostało stłumione. Rzymianie nie zdołali podbić jedynie Kaledonii, czyli dzisiejszej Szkocji, mimo całego wieku starań. Ostatecznie na granicy pomiędzy Kaledonią a terenami przez nich zajętymi zbudowano fortyfikacje. W latach 121–129 powstał Mur Hadriana, a w roku 142 Mur Antoninusa.

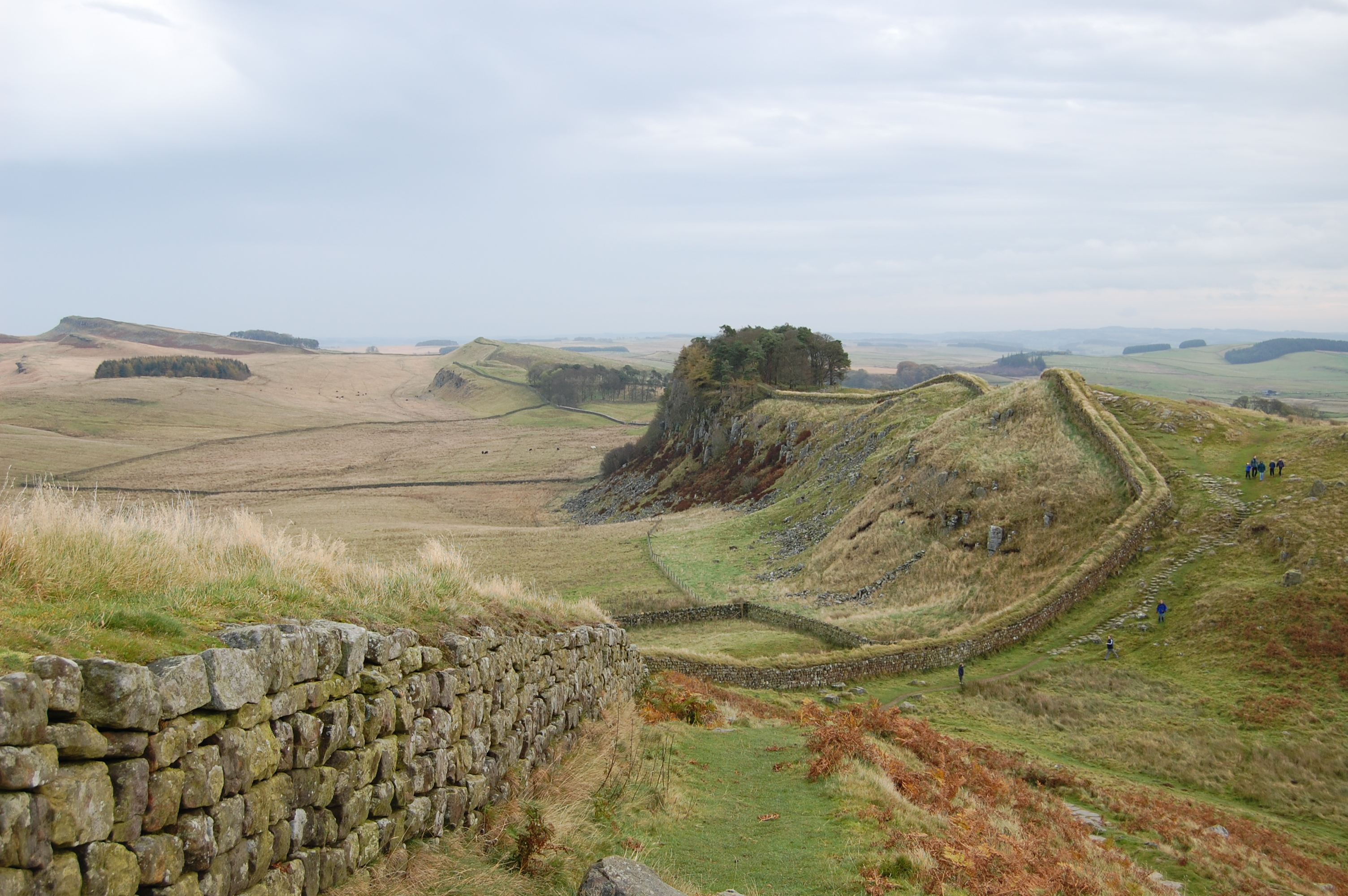
Fragment Muru Hadriana zbudowanego przez Rzymian

Od około 367 r. wzmogły się ataki Celtów z Kaledonii. Wojsko rzymskie miało coraz większe kłopoty z ich odpieraniem. Było to odbiciem sytuacji na kontynencie, która wieszczyła początek końca panowania Rzymian w Brytanii. W 409 r. wycofano ostatnich żołnierzy rzymskich z Brytanii, a zromanizowanych Celtów pozostawiono samym sobie w obliczu najazdów.
Widocznymi śladami pobytu Rzymian w Brytanii są zbudowane przez nich drogi. Używano ich jeszcze długo po odejściu Rzymian. W tym okresie powstało także wiele miast. Niektóre z nich były początkowo obozami wojskowymi (po łacinie castra). Pochodne tego wyrazu można odnaleźć w nazwach miast takich jak Lancaster, Winchester, Leicester, Gloucester.

### Średniowiecze do XI w.
W VI w. Anglia została podbita przez plemiona anglosaskie, które z czasem stworzyły system państw, zwany heptarchią, na który składało się 7 głównych królestw walczących o hegemonię. Pod koniec tego samego wieku rozpoczęła się chrystianizacja tych ziem. W IX w. największe znaczenie uzyskał Wessex. W tych czasach rozpoczęły się najazdy Normanów na Wyspy Brytyjskie, którzy początkowo jedynie pustoszyli południowe wybrzeża wyspy. Równocześnie od zachodu i północy atakowali wikingowie, którym udało się podbić znaczną część kraju (dzisiejsza północna Anglia), tworząc na tych obszarach tzw. Danelaw.

### Średniowiecze od XI w.
W XI w. Normanowie z francuskiej Normandii podjęli udaną inwazję na Anglię, a jej królem został w 1066 ich dowódca Wilhelm I Zdobywca. Po wygaśnięciu dynastii normandzkiej (1135) na tronie Anglii zasiedli w 1154 Plantageneci. W XI–XIII w. dokonał się podbój Walii, a rozpoczął Irlandii i Szkocji. W 1337 Edward III wysunął roszczenia do dziedzictwa tronu francuskiego po Kapetyngach, co doprowadziło do wybuchu wojny stuletniej w latach 1337–1453. W 1399 na tronie Anglii zasiedli Lancasterowie. W 1455 wybuchły walki o tron między Lancasterami a Yorkami (tzw. wojna Dwóch Róż), które zakończyły się w 1485 objęciem tronu przez Henryka VII z dynastii Tudorów.

### XVI–XVII wiek
W 1534 Henryk VIII uniezależnił Kościół Angielski od Stolicy Apostolskiej, ogłaszając się jego głową, a przez to tworząc nowe wyznanie religii chrześcijańskiej – anglikanizm. Pokonanie w 1588 hiszpańskiej Wielkiej Armady wzmocniło pozycję polityczną Anglii i stworzyło podstawy jej morskiej potęgi.
Po wygaśnięciu Tudorów w 1603 władze przejęli szkoccy Stuartowie, łącząc oba państwa unią personalną.

### XVIII wiek
W 1707 Królestwo Anglii i Królestwo Szkocji zawarły Akt unii i unię personalną. Oba kraje przekształcono w unię realną; powstało Królestwo Wielkiej Brytanii, w 1714 na jego tronie zasiedli władcy z dynastii hanowerskiej. Wielka Brytania podejmowała walkę z Francją o dominację morską i kolonialną zdobywając w 1713 Gibraltar, Akadię i Nową Fundlandię, a w 1763 Kanadę, Luizjanę i Florydę. W wyniku amerykańskiej walki o niepodległość (1775–1783) Wielka Brytania musiała uznać niepodległość swoich 13 kolonii. W 1793 Wielka Brytania przystąpiła do wojny przeciwko rewolucyjnej i napoleońskiej Francji.

### XIX wiek
Do 1815 Wielka Brytania zainicjowała sześć koalicji antyfrancuskich. W 1801 utworzono Zjednoczone Królestwo Wielkiej Brytanii i Irlandii.
W 1837 tron objęła królowa Wiktoria, panująca do 1901, pod rządami której Wielka Brytania stała się największym imperium światowym (zob. Epoka wiktoriańska). Do 1849 zwierzchnictwem brytyjskim objęte zostały Indie, w 1875 Brytyjczycy dokonali zakupu akcji Kanału Sueskiego, a także m.in.: w 1878 zajęli Cypr, w 1882 Egipt, w 1886 objęli zwierzchnictwo nad Birmą, do 1898 podbili Sudan.

### Lata 1901–1945

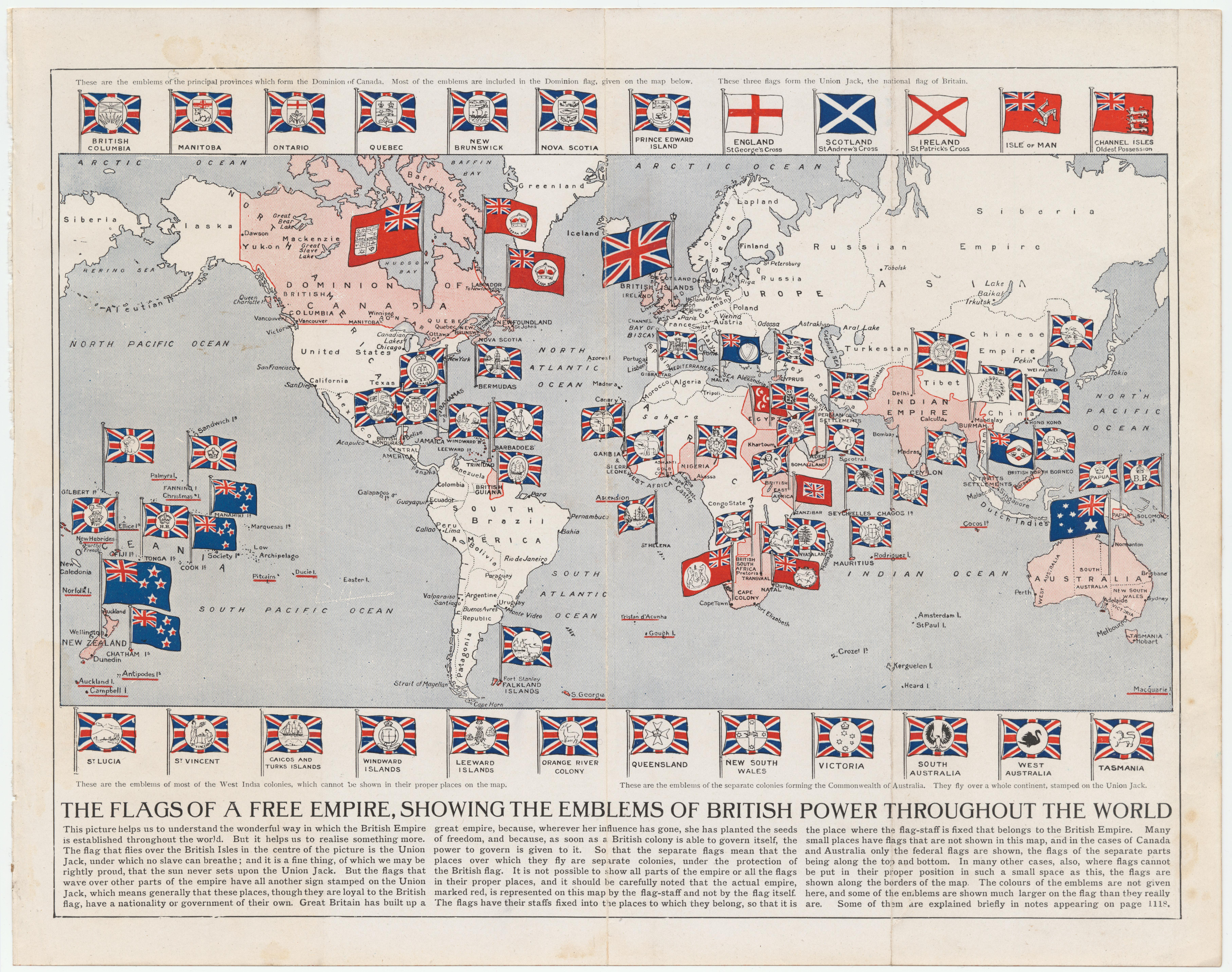
Imperium brytyjskie 1910

W 1901 na tronie zasiedli władcy z dynastii sasko-kobursko-gotajskiej (od 1917 zwanej windsorską), panującej w Wielkiej Brytanii do dziś.
W 1902 w celu powstrzymania ekspansji rosyjskiej na Dalekim Wschodzie Wielka Brytania zawarła sojusz z Japonią.
W sierpniu 1914 Wielka Brytania wypowiedziała Niemcom wojnę. Po jej zakończeniu pozycja mocarstwowa Wielkiej Brytanii uległa zachwianiu, jej liczne dominia stały się suwerenne, m.in. Kanada, Australia, Nowa Zelandia. W 1921 Irlandia uzyskała niepodległość, Wielkiej Brytanii pozostała jedynie Irlandia Północna.
Po ataku Niemiec w 1939 na Polskę Wielka Brytania wypowiedziała Niemcom wojnę, która ostatecznie zburzyła jej imperialną pozycję na świecie. Niemal wszystkie jej kolonie uzyskały niepodległość do lat 60.

### Po 1945
W 1945 Wielka Brytania została członkiem założycielem ONZ i stałym członkiem jej Rady Bezpieczeństwa ONZ. W 1949 uzyskała członkostwo w NATO, w latach 1960–1972 była członkiem EFTA, a od 1973 EWG.
W 1979 władzę przejęła Partia Konserwatywna, która utrzymała ją aż do 1997. Pozycja konserwatystów uległa dodatkowo umocnieniu po udanej interwencji militarnej na Falklandach, które zostały zajęte przez Argentynę w 1982.
W 1991 siły wojskowe Wielkiej Brytanii uczestniczyły w operacji wyzwolenia Kuwejtu spod okupacji Iraku, a od 1992 brały udział w misjach pokojowych ONZ w Jugosławii.
W 1997, zgodnie z wcześniejszymi umowami, Wielka Brytania oddała Chińskiej Republice Ludowej Hongkong.
W XXI wieku Wielka Brytania wzmocniła swoją pozycję na świecie m.in. poprzez współpracę ze Stanami Zjednoczonymi na Bliskim Wschodzie i w Afganistanie.
23 czerwca 2016 w referendum w sprawie wyjścia Wielkiej Brytanii z Unii Europejskiej, większość głosujących opowiedziała się za opuszczeniem Unii Europejskiej przez Wielką Brytanię. Za zachowaniem członkostwa w UE głosowało 16 141 241 wyborców (48,1%), za opuszczeniem UE 17 410 742 wyborców (51,9%). Wielka Brytania rozpoczęła formalny proces wyjścia z UE – 29 marca 2017 uruchamiając artykuł 50. traktatu lizbońskiego. Proces zakończył się 1 lutego 2020, o godzinie 00:00, kończąc również członkostwo Wielkiej Brytanii w Unii Europejskiej, jednocześnie wchodząc w 11-miesięczny okres przejściowy.

## Ustrój polityczny

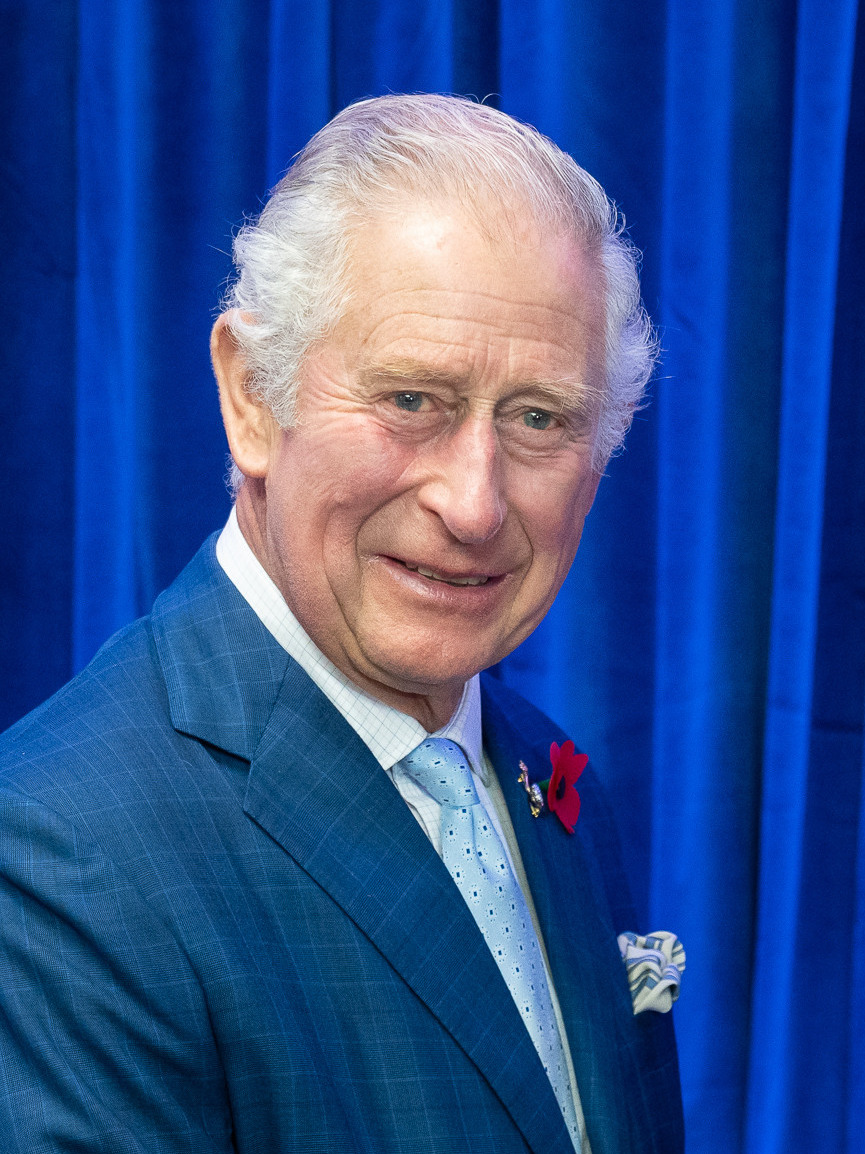
Król Wielkiej Brytanii, Karol III

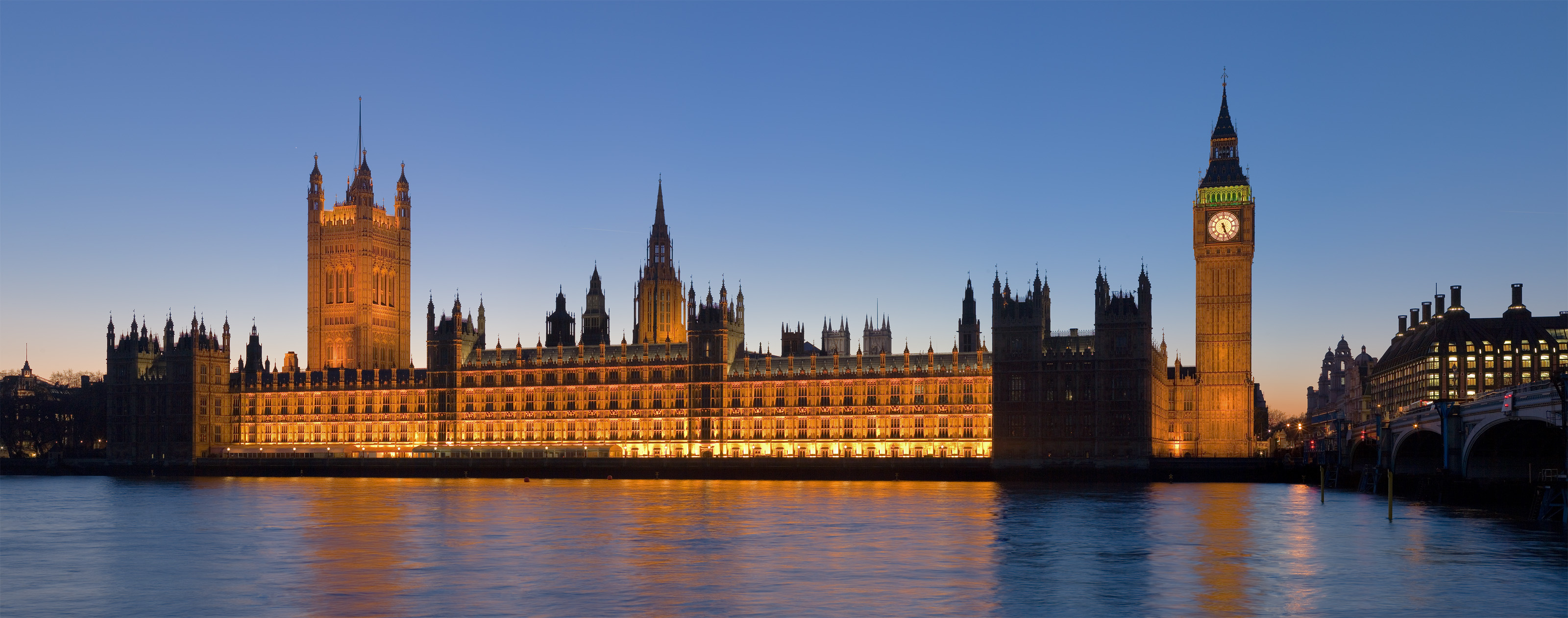
Westminster i Big Ben

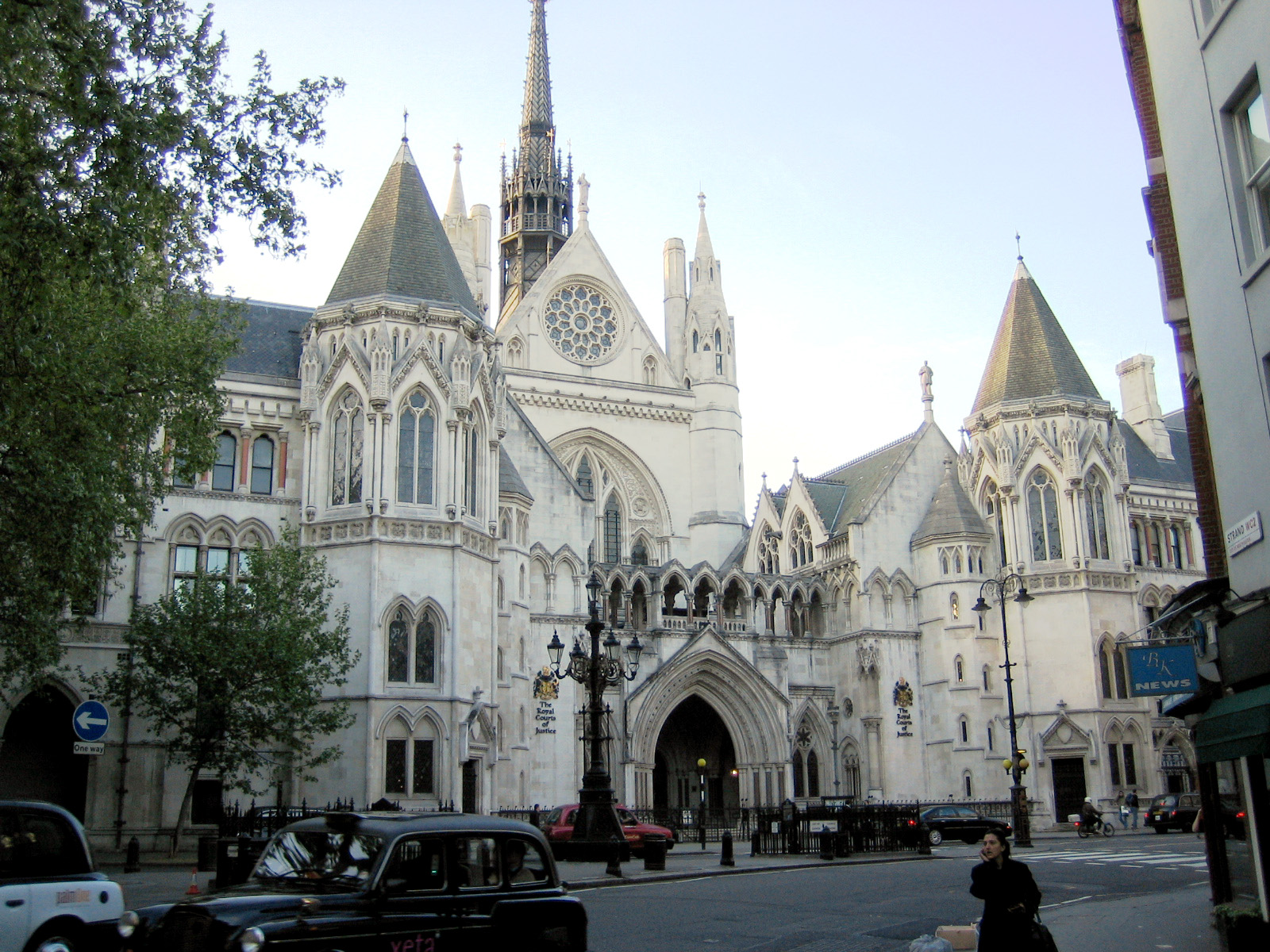
Królewskie Sądy Sprawiedliwości – siedziba Sądu Apelacyjnego

Wielka Brytania jest monarchią parlamentarną z rządem odpowiedzialnym przed parlamentem.
Stolicą państwa jest Londyn. Obecnym monarchą brytyjskim jest król Karol III, który zasiadł na tronie 8 września 2022 roku po śmierci swojej matki królowej Elżbiety II.
Wielka Brytania jest bardzo scentralizowanym państwem, w którym Parlament Westminsterski zajmuje się większością spraw politycznych. W ostatnich latach jednak każde z państw, wchodzących w skład Wielkiej Brytanii poza Anglią, otrzymało własne organy rządowe, zajmujące się sprawami lokalnymi.

## System prawny
System prawny Wielkiej Brytanii dzieli się na prawo ustawowe (statutowe) oraz prawo precedensowe (case lub common law). Pierwsze z nich składa się z aktów prawa stanowionego (ustaw, aktów wykonawczych). Z kolei prawo precedensowe stanowią wyroki sądowe wydane w dotychczasowych sprawach sądowych. Ponadto w Wielkiej Brytanii nie ma konstytucji w sensie formalnym, tzn. brak aktu prawnego, uchwalanego przy zachowaniu nadzwyczajnej procedury legislacyjnej, jak i wymagającego do swej zmiany kwalifikowanej większości głosów.

### Podział administracyjny
Wielka Brytania składa się z czterech części składowych (constituent part). W skład Wielkiej Brytanii wchodzą:
| Jednostka         | Rodzaj    | Stolica  | Język urzędowy                  |
| ----------------- | --------- | -------- | ------------------------------- |
| Anglia            | królestwo | Londyn   | angielski (de facto)            |
| Szkocja           | królestwo | Edynburg | angielski, gaelicki szkocki     |
| Walia             | księstwo  | Cardiff  | angielski, walijski             |
| Irlandia Północna | prowincja | Belfast  | angielski (de facto), irlandzki |

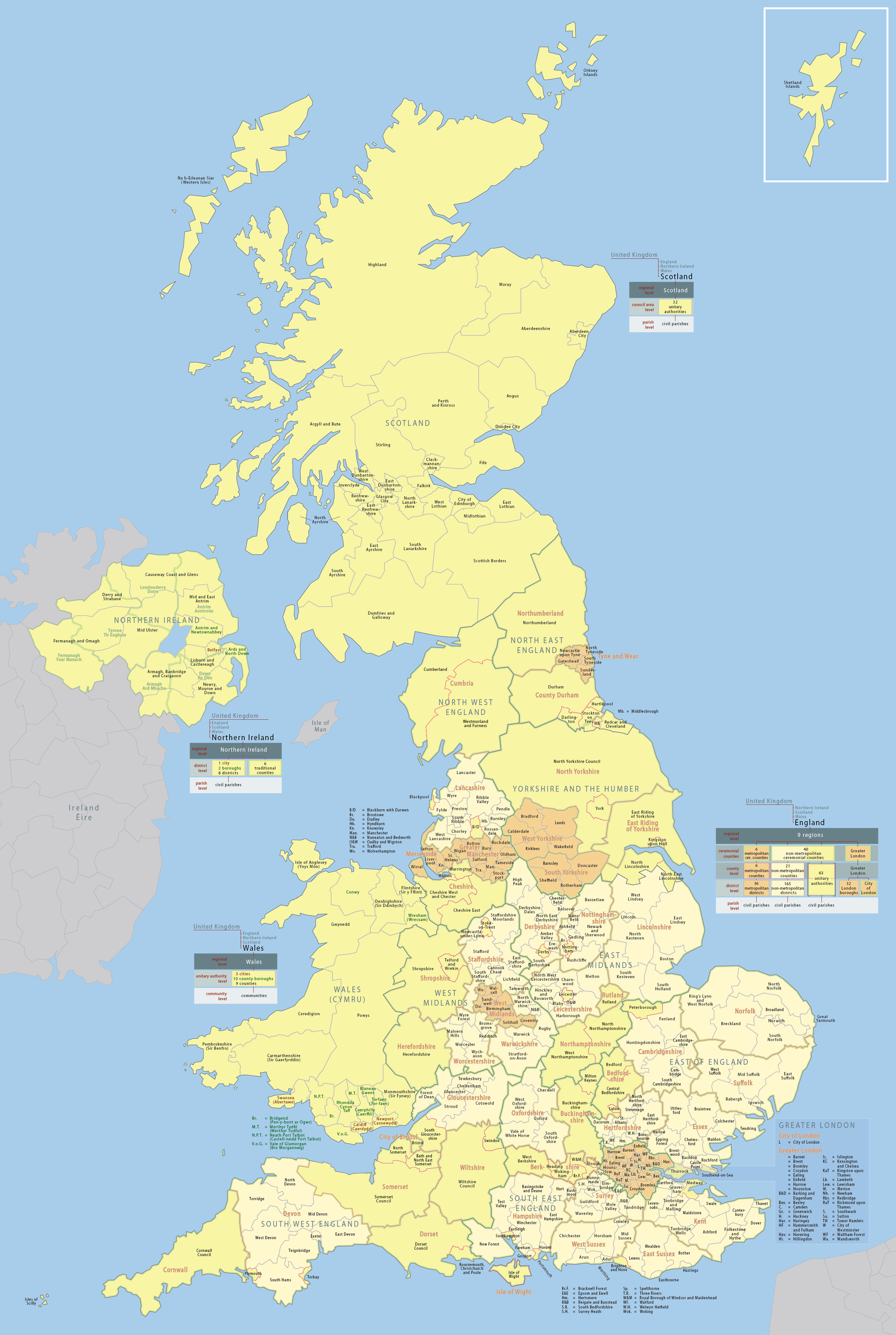
Podział administracyjny Wielkiej Brytanii

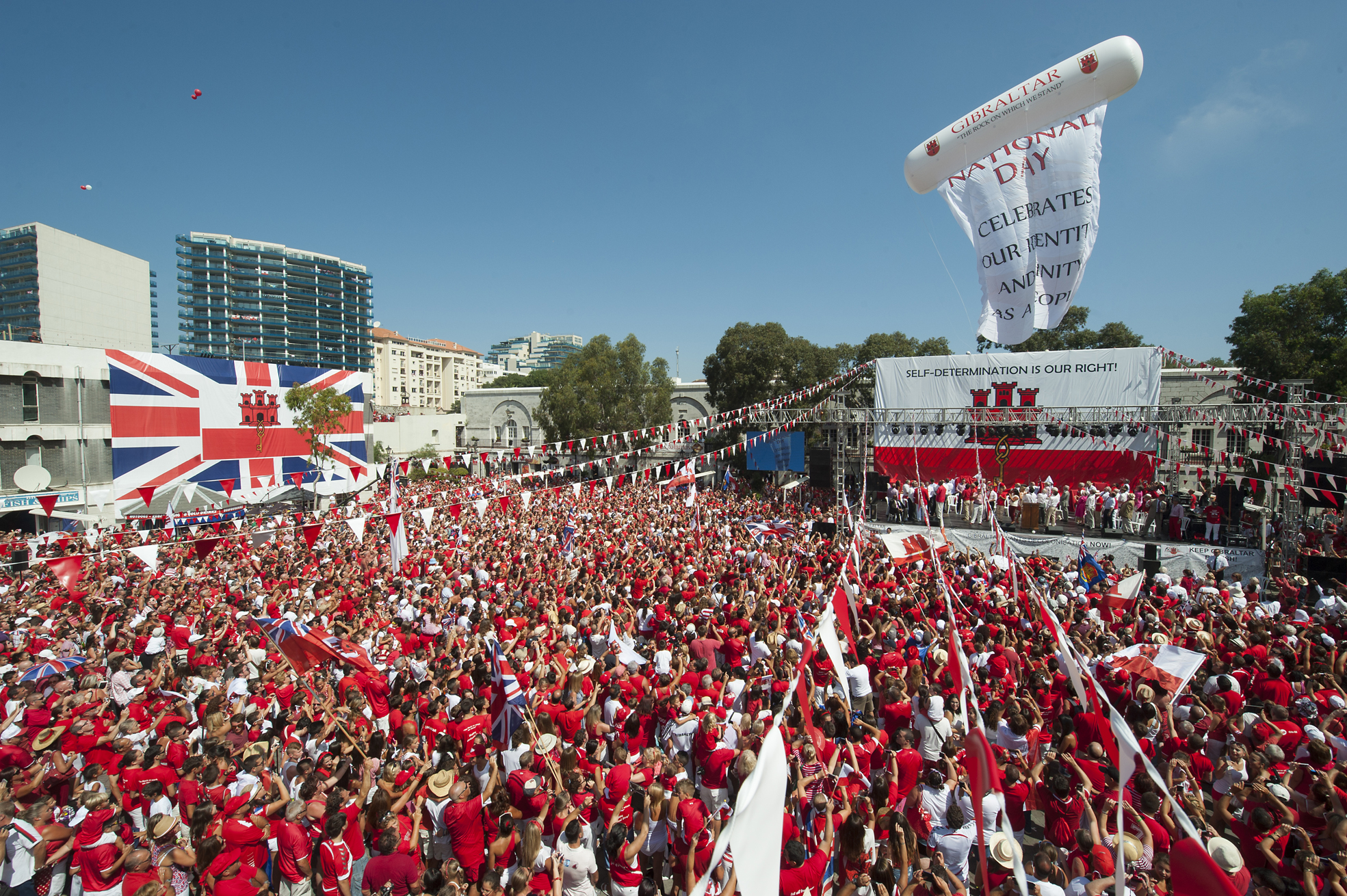
Gibraltar

Jednostki te z kolei dzielą się na własne jednostki administracyjne:
- Anglia – 9 regionów, 87 jednostek administracyjnych poziomu hrabstwa (hrabstwa metropolitalne, hrabstwa niemetropolitalne i unitary authorities)
- Szkocja – 32 jednostki administracyjne (council areas) o statusie unitary authority
- Walia – 22 jednostki administracyjne (hrabstwa, miasta i county boroughs) o statusie unitary authority
- Irlandia Północna – 11 dystryktów o statusie unitary authority.

Wyspa Man i Wyspy Normandzkie nie są częściami Wielkiej Brytanii, lecz stanowią dependencje Korony brytyjskiej, których polityką zagraniczną kieruje Londyn.
Wielka Brytania posiada także szereg terytoriów zależnych w wielu rejonach globu.

#### Regulacje samorządu terytorialnego Wielkiej Brytanii w aktach normatywnych
Status prawny organów administracji lokalnej w Wielkiej Brytanii nie jest zagwarantowany w konstytucji. Jest tak dlatego, że kraj ten nie ma konstytucji. Obowiązuje doktryna zwierzchnictwa Parlamentu. Powoduje to, że najwyższą rangę mają ustawy i to one określają rolę samorządu terytorialnego w społeczeństwie. W rzeczywistości wygląda to tak, że rząd brytyjski ma swobodę w kształtowaniu struktury i funkcjonowania organów administracji lokalnej.
Obecna, nowoczesna struktura samorządu terytorialnego została zapoczątkowana przez szereg ustaw. Pierwszą była ustawa Poor Law Amendment Act z 1834 r. Zreorganizowała ona administrację opieki nad ubogimi, która obok policji była wówczas najważniejszą funkcją samorządową. Kolejna ustawa The Municipal Corporations Act z 1835 r. stanowiła, że władza w poszczególnych regionach miała należeć do pochodzącej z wyborów rady. W latach 1888–1894 wprowadzono jeszcze kilka bardzo ważnych ustaw, które miały na celu zdemokratyzowanie wyborów do rad. Dzięki temu można było do nich należeć z wyboru, a nie poprzez kupno mandatu. W 1894 r. uchwalono ustawę The Local Government Act, która podzieliła hrabstwa na dystrykty miejskie i wiejskie. W późniejszym okresie zaczęły pojawiać się kolejne akty o nazwie Local Government Act, które usprawniały działanie organów administracji lokalnej.

### Partie polityczne
Brytyjska scena polityczna jest zdominowana przez dwa ugrupowania polityczne: Partię Konserwatywną i Partię Pracy.

## Siły zbrojne
Wielka Brytania zalicza się do 9 mocarstw atomowych. Jej arsenał to około 200 głowic atomowych, które mogą być przenoszone na odległość 12 tysięcy kilometrów.

## Gospodarka

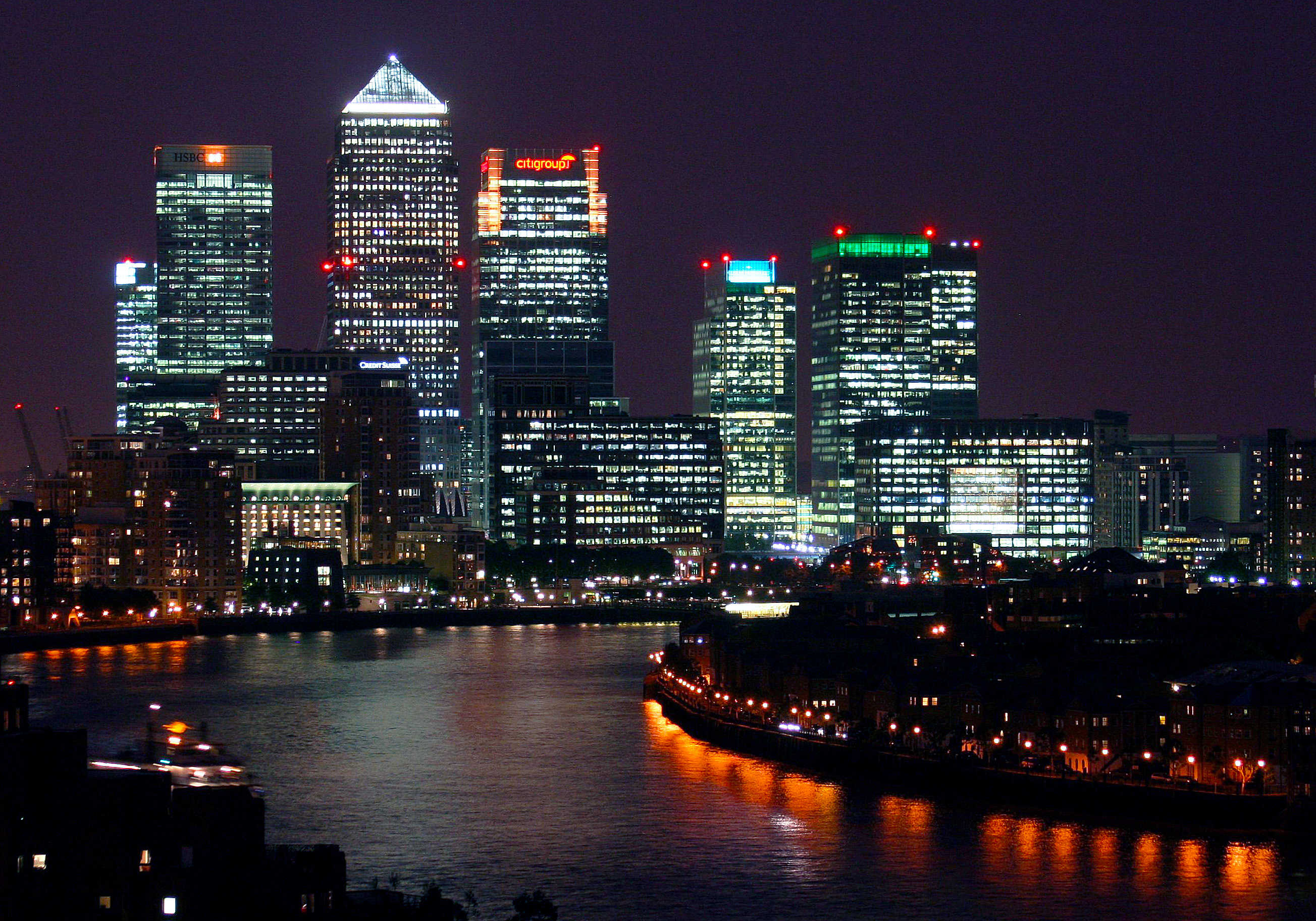
Canary Wharf – kompleks biurowy we wschodnim Londynie

Londyn-Heathrow – największy port lotniczy Europy

Wielka Brytania jest państwem o gospodarce rynkowej, trzecim co do PKB rynkiem w Europie (za Niemcami i Rosją), a ósmym na świecie (po Stanach Zjednoczonych, Chinach, Indiach, Japonii, Niemczech, Rosji i Brazylii). W ciągu ostatnich dwóch dekad rząd dokonał prywatyzacji wielu przedsiębiorstw państwowych, odchodząc w znacznym stopniu od zasad tzw. państwa opiekuńczego (welfare state).
Intensywne, wysoko zmechanizowane i wydajne rolnictwo zaspokaja potrzeby żywnościowe kraju w 60%, przy czym w tym dziale gospodarki zatrudnione jest tylko 1,5% społeczeństwa.
Wielka Brytania posiada bogate złoża węgla, gazu ziemnego i ropy naftowej.
Usługi, głównie bankowe i ubezpieczeniowe, stanowią największy udział w brytyjskim PKB i w tym sektorze Wielka Brytania jest druga na świecie za USA, natomiast przemysł traci na znaczeniu. Podatki stanowią 37% PKB.
W czasach premiera Tony’ego Blaira kontynuowano w dużej mierze politykę Margaret Thatcher, chociaż zwiększono wydatki na edukację i służbę zdrowia z budżetu. Zatrudnienie na poziomie 70% należy do najwyższych na świecie. PKB per capita wynosi nominalnie 39 213, a po zmierzeniu parytetem siły nabywczej 35 051 dolarów, czyli mniej więcej tyle, ile w Holandii, Niemczech i Skandynawii.
Do znanych na świecie brytyjskich marek luksusowych samochodów osobowych zaliczają się m.in. Rolls-Royce, Bentley, Aston Martin, Jaguar, a z samochodów terenowych Land Rover. W 2011 w Wielkiej Brytanii wyprodukowano 1,46 miliona aut.
Większość związków zawodowych jest zrzeszona w trzech centralach związkowych: Kongresie Związków Zawodowych (TUC), Kongresie Szkockich Związków Zawodowych (STUC) oraz Powszechnej Federacji Związków Zawodowych (GFTU). A na terenie Irlandii Północnej również w Irlandzkim Kongresie Związków Zawodowych (ICTU).

### Największe przedsiębiorstwa
Zestawienie przedstawia 18 największych firm, które znalazły się na liście Fortune Global 500 List w 2022 roku (kolejność od największej do najmniejszej).

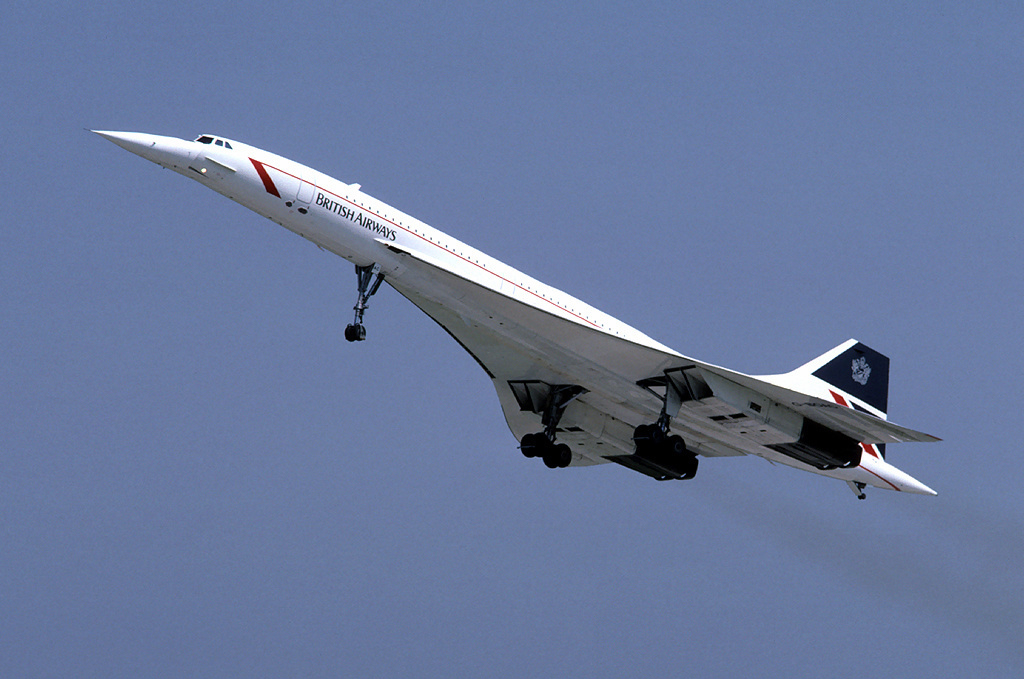
Concorde – naddźwiękowy samolot pasażerski

- Shell
- BP
- Tesco
- HSBC
- Aviva
- Rio Tinto
- Legal & General
- Unilever
- Lloyds Banking Group
- Vodafone
- GSK
- Anglo American
- Sainsbury’s
- Barclays
- AstraZeneca
- British American Tobacco
- Phoenix Group
- Linde

### Turystyka

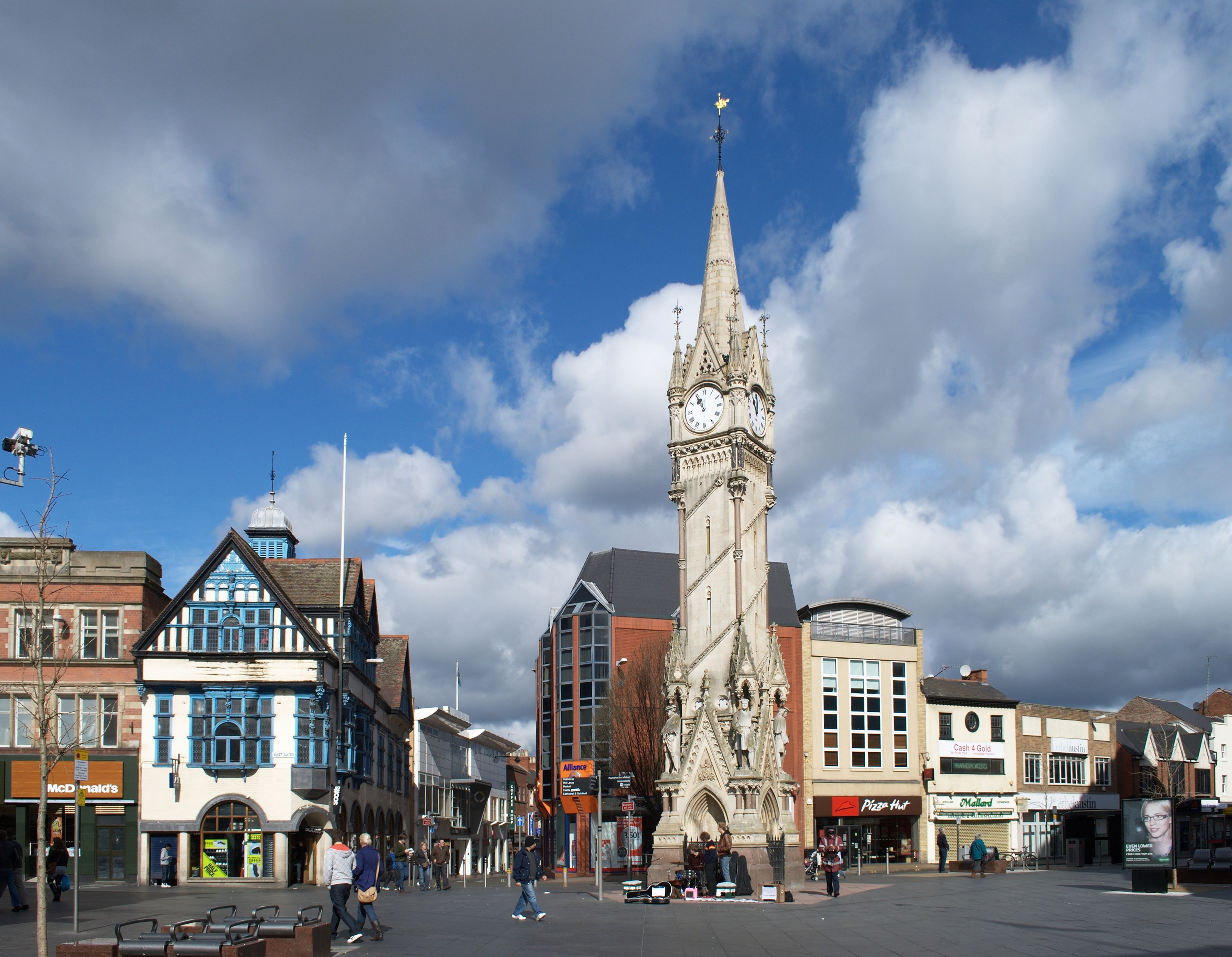
Leicester Clock Tower

W 2015 roku kraj ten odwiedziło 34,4 mln turystów (5,6% więcej niż w roku poprzednim), generując dla niego przychody na poziomie 45,5 mld dolarów.

### Transport
Wielka Brytania ma stosunkowo dobrze rozwiniętą sieć połączeń kolejowych. W 2006 miała 16 567 km linii kolejowych (w tym: 5361 km zelektryfikowanych), co odpowiada gęstości sieci 6,77 km/100 km². Istnieje tu także gęsta sieć dróg i autostrad. W 2006 roku w kraju było 398 366 km dróg (w tym 3520 km autostrad), co daje wskaźnik gęstości wynoszący 162,7 km/100 km². Żegluga śródlądowa wykorzystuje drogi wodne o łącznej długości 3200 km (dane z 2003), lecz tylko 620 km spełnia warunki umożliwiające regularny transport towarów.
W Wielkiej Brytanii obowiązuje ruch lewostronny.

## Demografia

### Populacja
Według spisu powszechnego z 2011 roku liczba ludności Wielkiej Brytanii wynosiła 63 182 000. 83,9% ludności (53 012 456) zamieszkiwało Anglię, 8,4% (5 295 000) Szkocję, 4,8% (3 063 456) Walię, a 2,9% (1 810 863) Irlandię Północną. 12,9% populacji kraju (8 173 941) stanowili mieszkańcy stolicy. W poprzednim spisie powszechnym z 2001 roku liczba ludności kraju wyniosła 58 789 194. Umiejętność pisania i czytania posiada 99% ludności. Obowiązek edukacji dotyczy dzieci w wieku od 5 do 16 lat. Według danych OECD jednym z największych problemów społecznych są znacznie częstsze niż w innych krajach rozwiniętych tzw. ryzykowne zachowania nastolatków: nadużywanie alkoholu, palenie tytoniu, częste ciąże nieletnich. W latach 2005–2006 ok. 33% Brytyjczyków w wieku 13–15 lat upiło się przynajmniej dwa razy (w porównaniu do 12% Amerykanów i 14% Francuzów w tym wieku), natomiast w 2005 na 1000 brytyjskich nastolatek statystycznie 23,4 zostało matkami.

### Migracje
Współcześni Brytyjczycy wywodzą się przede wszystkim z różnych ludów, które osiedliły się w Wielkiej Brytanii przed XII wiekiem – Celtów, Rzymian, Anglosasów i Normanów. W Wielkiej Brytanii mieszkają także liczne grupy stosunkowo niedawnych imigrantów z Afryki, Azji i Europy Wschodniej.
Od II wojny światowej Wielka Brytania przyjęła spore migracje ludności z Europy, Afryki oraz Azji Południowej. Szczególnie duży napływ imigrantów miał miejsce w latach 1960–1973 oraz w latach 80. W 2001 r. 13,1% populacji stanowiły osoby pochodzące spoza Wielkiej Brytanii, co wskazuje na najwyższy wskaźnik imigracji w Europie. W niektórych miastach Wielkiej Brytanii procent mniejszości narodowych jest niemalże zbliżony do połowy ludności danego miasta i tak m.in. w Leicester stanowi 41,7%, w Londynie 40,1%, w Birmingham 34,4%. Najbardziej zróżnicowanym etnicznie miastem w Wielkiej Brytanii jest Slough, gdzie w 2017 roku zaledwie 34,5% ludności stanowili biali Brytyjczycy.

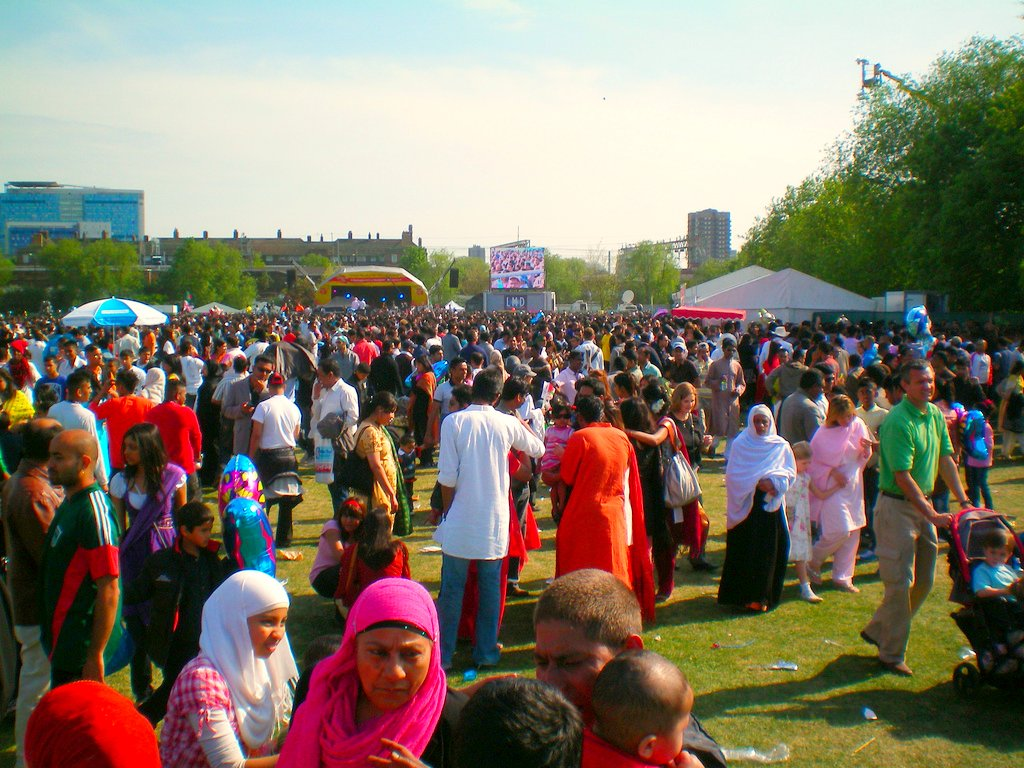
Azjaci w Londynie

W maju 2004 r., kiedy nastąpiło kolejne rozszerzenie Unii Europejskiej, odnotowano rekordowy napływ imigrantów z krajów Europy Środkowo-Wschodniej (ok. pół miliona). „Daily Telegraph” oszacował, że w latach 2004–2007 do Wielkiej Brytanii przybyło około miliona nowych imigrantów, zwiększając liczbę obcokrajowców z 5,2 do 6,3 miliona. 2/3 spośród nowych imigrantów stanowili Polacy, stając się tym samym trzecią po Hindusach i Irlandczykach mniejszością narodową w Wielkiej Brytanii. W 2015 Brytyjski Urząd Statystyczny odnotował imigrację na poziomie 333 tys., w tym 184 tys. obcokrajowców z państw Unii Europejskiej.
Obecnie dorasta trzecie pokolenie przybyłych po II wojnie światowej imigrantów. Nieznana jest natomiast rzeczywista liczba mniejszości etnicznych żyjących w Wielkiej Brytanii. 6,3 miliona obcokrajowców w 2007 r. to osoby urodzone poza granicami kraju. Liczba ta jest większa, jeśli wziąć pod uwagę urodzone na terenie Wielkiej Brytanii dzieci i wnuki imigrantów, którzy napłynęli kilkadziesiąt lat temu. W 2008 r. 35,6% wszystkich urodzonych w Wielkiej Brytanii dzieci było dziećmi mniejszości etnicznych, które formalnie są wliczane do narodu brytyjskiego. Szacuje się, że w 2008 roku 82,4% mieszkańców Wielkiej Brytanii było pochodzenia europejskiego (Anglikami, Szkotami, Walijczykami, Irlandczykami i napływową ludnością europejską z kontynentu), 6,2% pochodziło z Azji Południowej (głównie z Indii, Pakistanu i Bangladeszu), 3,5% było rasy czarnej (głównie z Afryki i Karaibów), 1,1% z Azji Wschodniej, a 1,6% to pozostali.
Wielka Brytania ma również wysoki wskaźnik emigracji. W 2006 r. zanotowano, że co najmniej 5,5 mln osób urodzonych w Wielkiej Brytanii mieszka za granicą, a kolejne pół miliona mieszka i pracuje tam tymczasowo.

### Religia

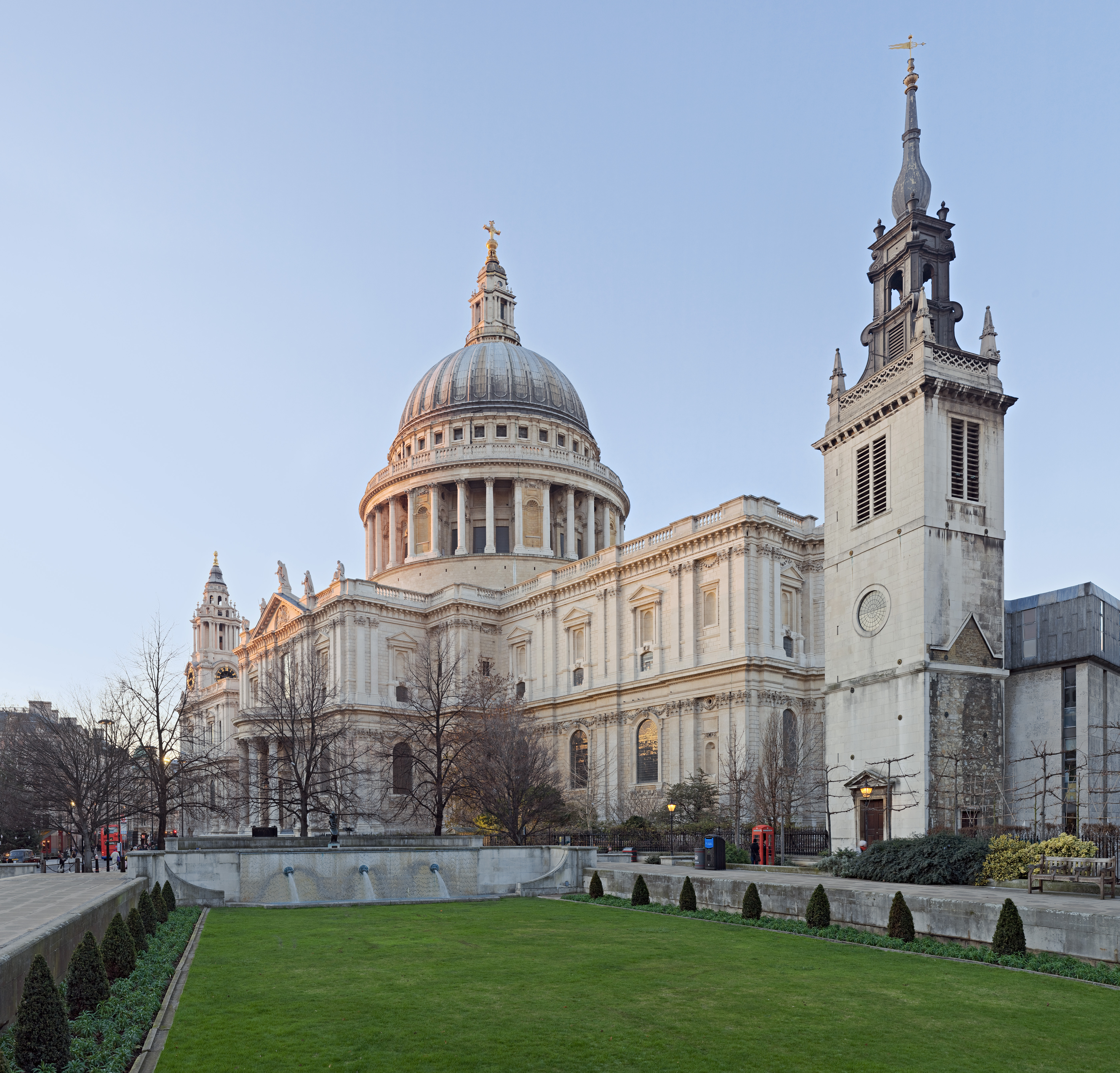
Katedra św. Pawła w Londynie

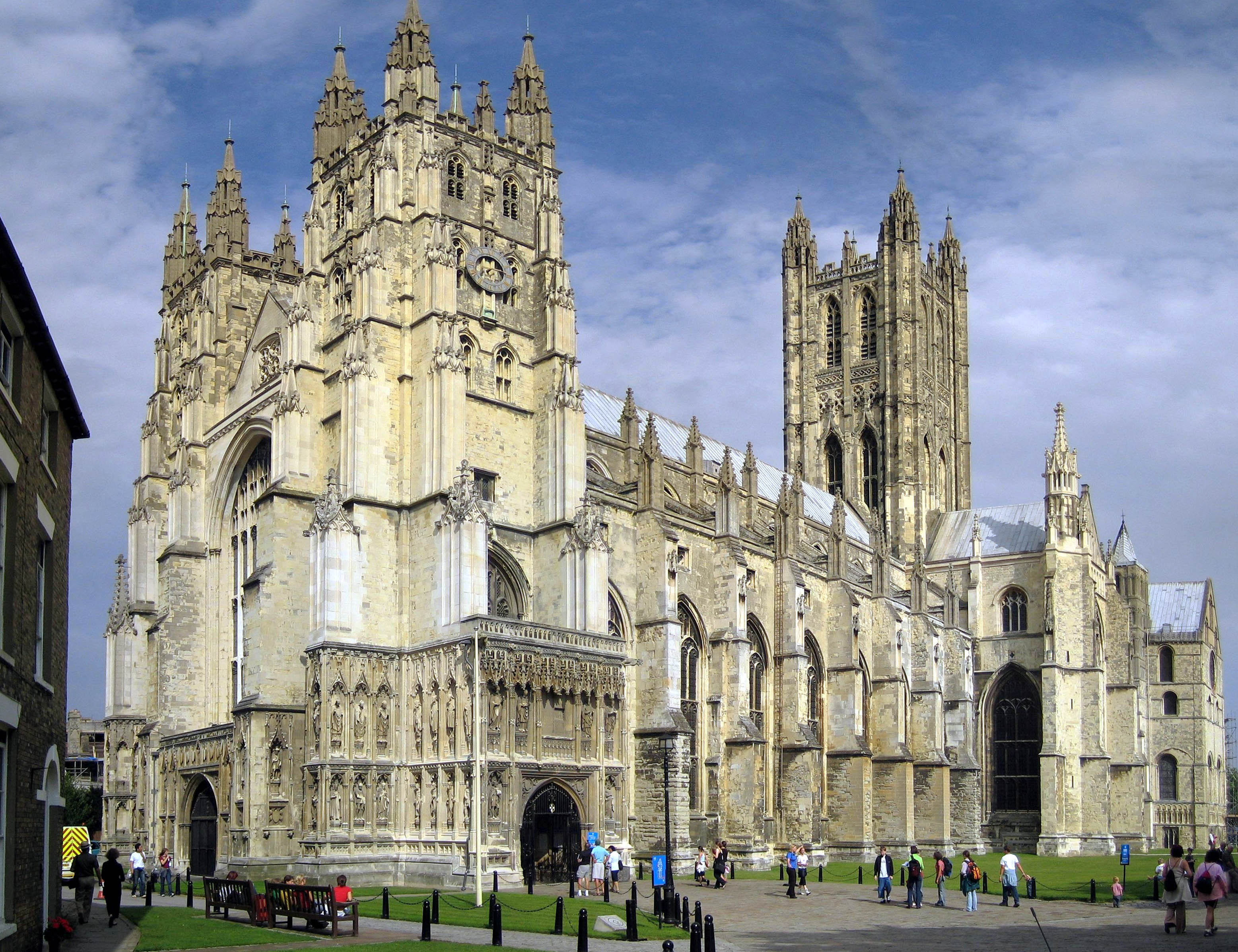
Katedra Kanterberyjska

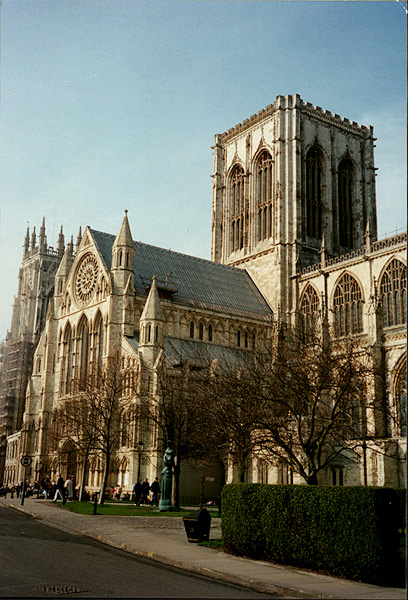
Katedra w Yorku

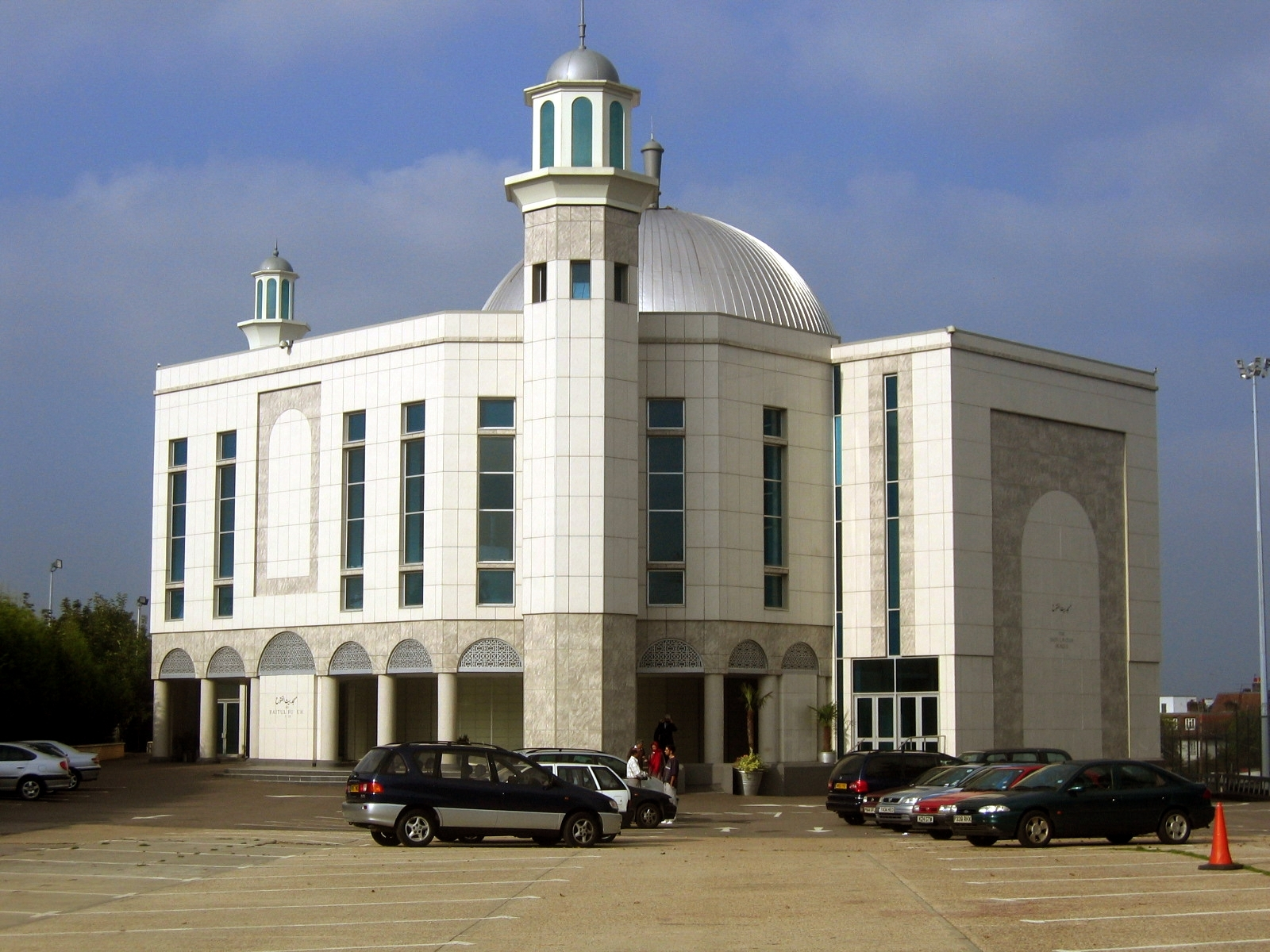
Baitul Futuh Mosque, największy meczet w Europie Zachodniej

Według spisu powszechnego z 2001 r. 71,6% mieszkańców Wielkiej Brytanii określiło swą przynależność religijną do chrześcijaństwa, przy czym w Anglii i Walii nie uwzględniono rozróżnienia na odłamy i Kościoły. 5,2% utożsamiało się z inną niż chrześcijaństwo religią: 2,7% z islamem, 1,0% z hinduizmem, 0,6% z sikhizmem, 0,5% z judaizmem, 0,3% z buddyzmem i 0,3% z pozostałymi religiami, sektami i denominacjami. 23,2% osób określiło się jako ateiści, agnostycy lub bezwyznaniowcy, bądź nie chciało lub nie potrafiło podać swej przynależności religijnej (spis przeprowadzony w Irlandii Północnej nie rozdzielał tych dwóch kategorii).
Dane te jednak nie oddają rzeczywistej sytuacji wyznaniowej w Wielkiej Brytanii. Przynależność do określonego Kościoła czy związku wyznaniowego w Wielkiej Brytanii jest uwarunkowana w większym stopniu tradycją i rozwiązaniami prawno-administracyjnymi (zwłaszcza w przypadku uprzywilejowanych wspólnot protestanckich), w mniejszym stopniu oznacza natomiast podzielanie doktryn i teologii tych wspólnot. Przykładowo większość badań społecznych pokazuje, że Brytyjczycy na ogół są narodem silnie zsekularyzowanym. Dane o rzeczywistej przynależności religijnej wśród Brytyjczyków różnią się między sobą w zależności od ośrodków badawczych, doboru próby, sposobu definiowania religii, pytań badawczych i sposobu realizowania badań. Przykładowo, według British Social Attitudes, w 2006 r. jedynie 31% badanych Brytyjczyków zdeklarowało czynną przynależność religijną (spadek z 74% w 1964 roku). Natomiast aż 38% zadeklarowało brak przynależności do religii (wzrost z 3% w 1964 roku).
Wiarę w Boga osobowego, według różnych badań w okresie 2003–2008 r., deklarowało od 35 do 60% dorosłych Brytyjczyków. Wśród nastolatków wiara w Boga była najmniej powszechna i w niektórych regionach (np. w Kornwalii) spadła do 22%. Według sondażu społecznego Eurobarometr na zlecenie Komisji Europejskiej, jedynie 38% Brytyjczyków potwierdziło wiarę w Boga osobowego, dalsze 40% przyznało, że dopuszcza możliwość istnienia nieokreślonej siły wyższej, a 20% zadeklarowało ateizm lub niewiarę. Pozostałe 2% nie chciało lub nie potrafiło się określić.
Brytyjska Agencja Pomocy i Rozwoju Tearfund w 2007 r. opublikowała dane, że zaledwie 10% Brytyjczyków uczestniczy w nabożeństwach co najmniej raz w tygodniu, a 59% nigdy lub prawie nigdy nie odwiedza kościołów. Były to jednak dane zebrane z deklaracji, podczas gdy w rzeczywistości uczestnictwo w niedzielnych nabożeństwach okazało się niższe. O ile w 1979 r. 12% Brytyjczyków odwiedzało kościoły, to w 1999 r. już tylko 7,5%. Tearfund oszacował, że do 2007 r. systematyczne uczestnictwo w niedzielnych nabożeństwach spaść mogło do 6%.
Z przyczyn finansowych liczne świątynie i kościoły są odsprzedawane państwu, instytucjom publicznym lub prywatnym przedsiębiorcom, a następnie przerabiane na sale konferencyjne, galerie, hotele, dyskoteki lub prywatne posesje. Bardzo istotne są również systematyczny spadek chrztów, konfirmacji w wieku nastoletnim i małżeństw sakramentalnych. Wielka Brytania formalnie jest państwem wyznaniowym, w którym wywodzące się z anglikanizmu Kościoły Anglii oraz z prezbiterianizmu Kościół Szkocji są Kościołami państwowymi. Biskupi mają zagwarantowane miejsca w Izbie Lordów w parlamencie brytyjskim, a monarcha będący głową państwa, jest jednocześnie głową Kościoła Anglii.
Struktura religijna kraju w 2015 roku według The Association of Religion Data Archives:
- protestanci – 48%:
  - anglikanie – 37,9%,
  - zielonoświątkowcy – 2%,
  - pozostali (głównie prezbiterianie, a także metodyści, baptyści i inni[46]) – 8%,
- bez religii – 29,7%,
- katolicy – 8,7%,
- muzułmanie – 5,1%,
- pozostali „chrześcijanie” – 2,5%,
- hinduiści – 1,4%,
- prawosławni – 0,9%,
- sikhowie – 0,7%,
- buddyści – 0,5%,
- żydzi – 0,4%,
- inne religie – 0,3%,
- nieokreśleni – 1,7%.

### Język
Głównym językiem jest angielski, choć w użyciu są także walijski, irlandzki i języki szkockie. Imigranci posługują się także swoimi językami, np. pendżabskim, bengalskim, czy urdu.
Nazwa państwa w głównych językach Wielkiej Brytanii:
- angielski: United Kingdom of Great Britain and Northern Ireland
- walijski: Teyrnas Unedig Prydain Fawr a Gogledd Iwerddon
- gaelicki szkocki: An Rìoghachd Aonaichte na Breatainn Mhòr agus Eirinn mu Thuath
- irlandzki: Riocht Aontaithe na Breataine Móire agus Thuaisceart Éireann
- scots: Unitit Kinrick o Great Breetain an Northren Ireland
- kornijski: An Rywvaneth Unys a Vreten Veur hag Iwerdhon Glédh.

### Największe miasta

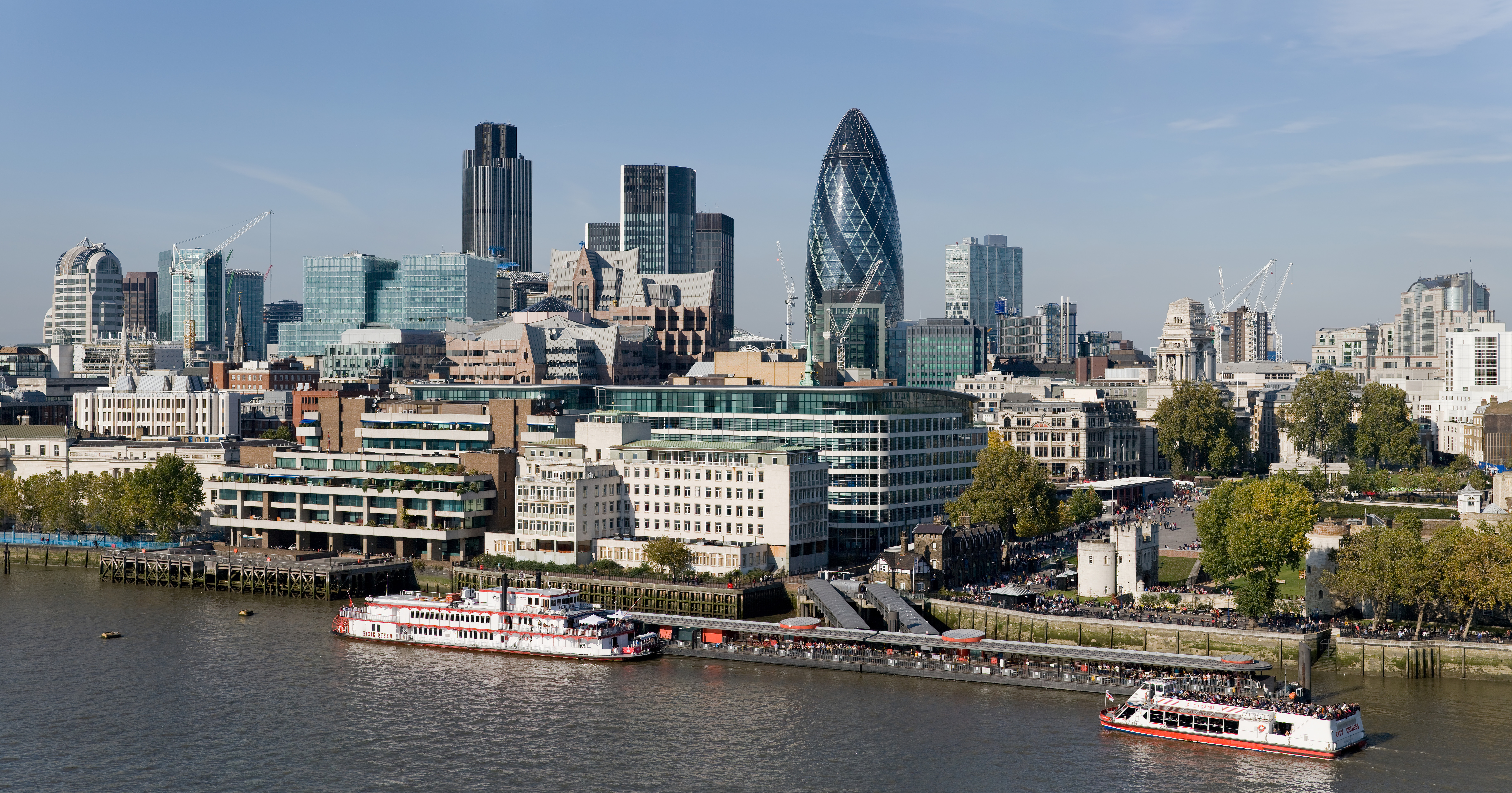
Londyn

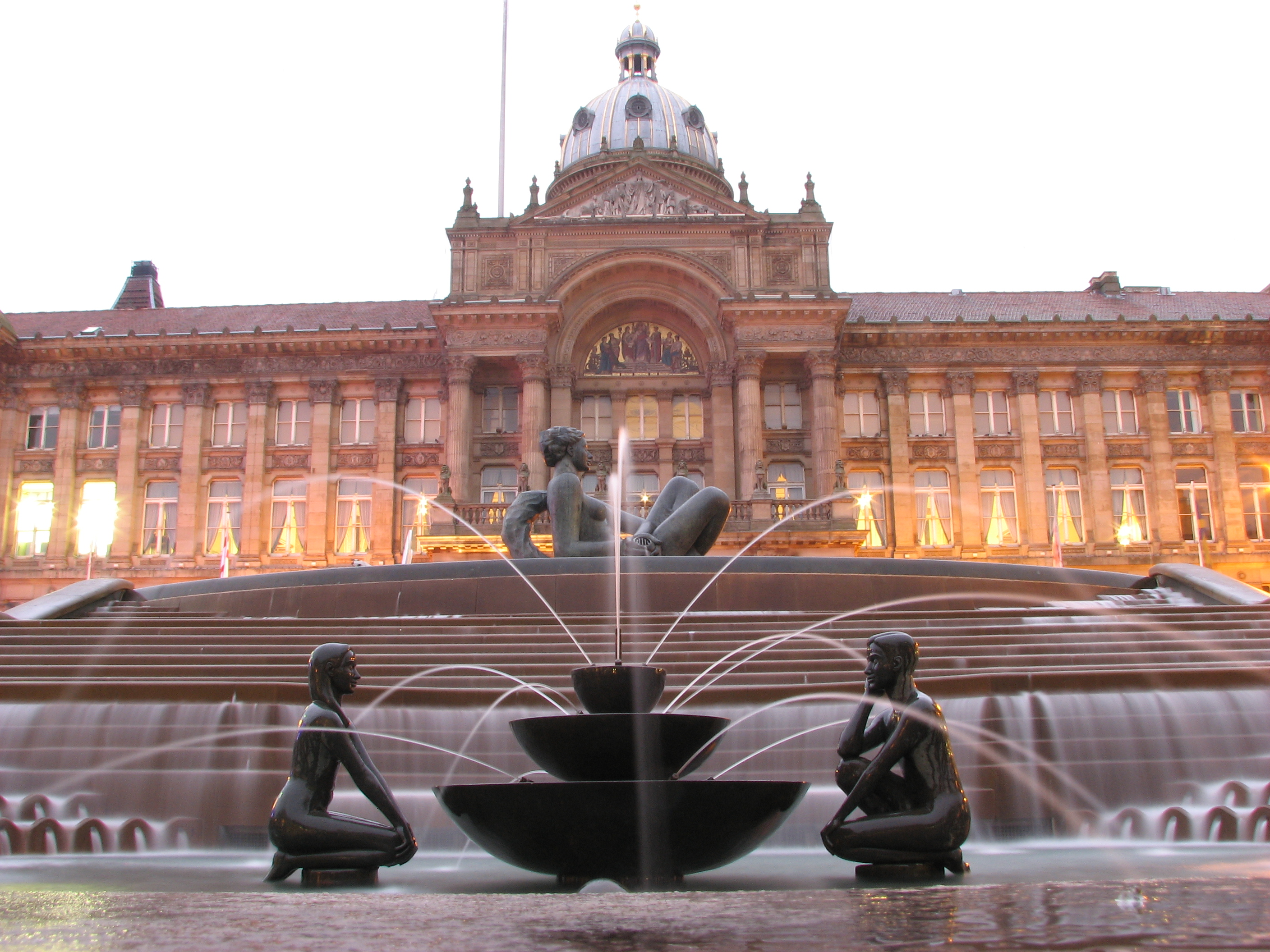
Plac Wiktorii w Birmingham

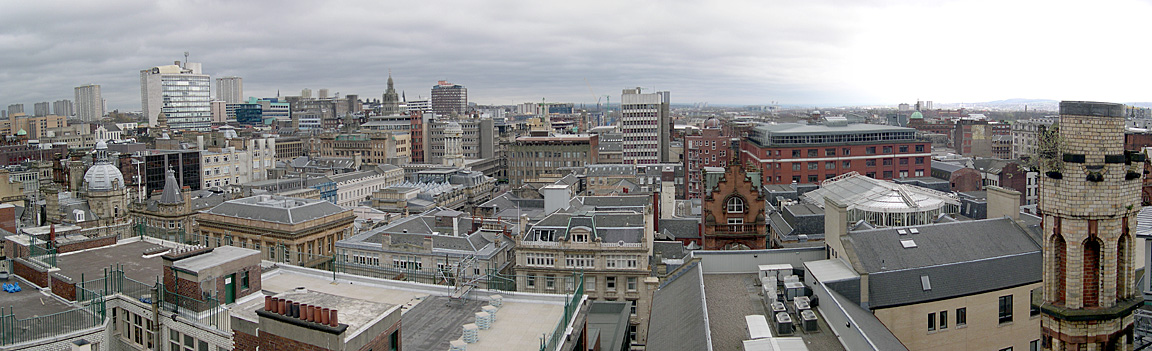
Panorama Glasgow

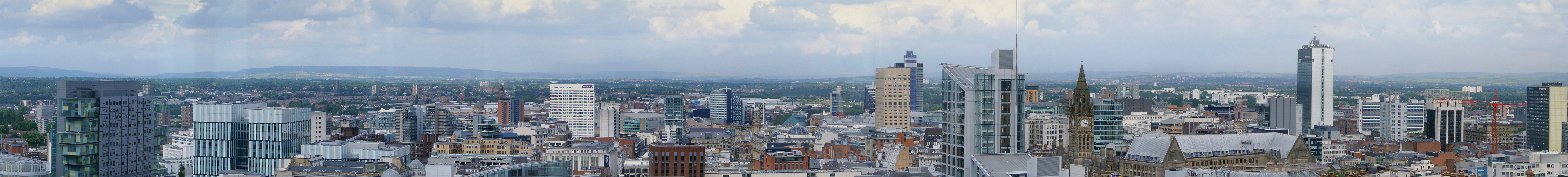
Manchester

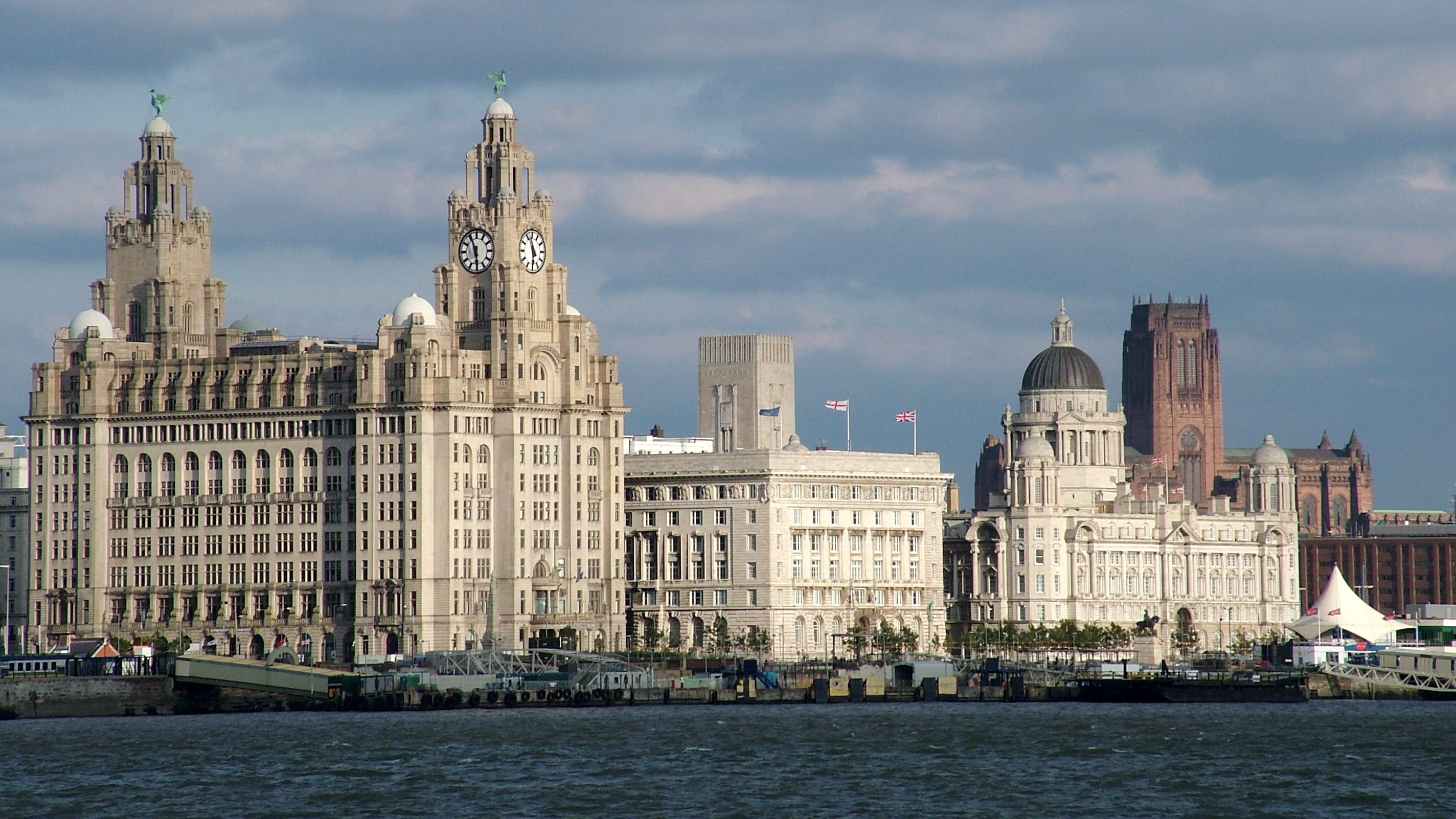
Liverpool

| Lp. | Miasto     | Liczba mieszkańców (2021) | Hrabstwo          | Kraj    |
| --- | ---------- | ------------------------- | ----------------- | ------- |
| 1   | Londyn     | 8 796 628                 | Wielki Londyn     | Anglia  |
| 2   | Birmingham | 1 142 494                 | West Midlands     | Anglia  |
| 3   | Leeds      | 809 036                   | West Yorkshire    | Anglia  |
| 4   | Glasgow    | 635 130                   | Glasgow           | Szkocja |
| 5   | Sheffield  | 554 401                   | South Yorkshire   | Anglia  |
| 6   | Manchester | 549 853                   | Wielki Manchester | Anglia  |
| 7   | Bradford   | 546 976                   | West Yorkshire    | Anglia  |
| 8   | Edynburg   | 526 470                   | Edynburg          | Szkocja |
| 9   | Liverpool  | 484 488                   | Merseyside        | Anglia  |
| 10  | Bristol    | 471 117                   | City of Bristol   | Anglia  |

## Kultura
Kultura Wielkiej Brytanii ukształtowana została przez wiele czynników, takich jak wyspiarski status państwa, jego historia jako zachodniej demokracji liberalnej i mocarstwa, jak również unię czterech państw, z których każde pielęgnuje własne tradycje, obyczaje i symbole. Za sprawą imperium brytyjskiego, brytyjskie wpływy można zauważyć w języku, kulturze oraz porządku prawnym wielu z jego byłych kolonii, włączając w to Australię, Indie, Irlandię, Kanadę, Nową Zelandię, Republikę Południowej Afryki i Stany Zjednoczone. Znaczny wpływ kulturalny Wielkiej Brytanii doprowadził do określania jej mianem „kulturowego mocarstwa”.

### Nauka i oświata

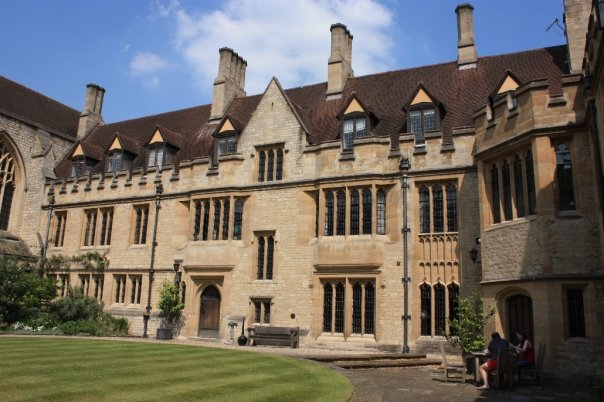
Oxford

W Wielkiej Brytanii znajduje się duża liczba uniwersytetów, m.in.: University of Oxford, University of Cambridge, University College London, Imperial College, King’s College. Wielka Brytania wydała wielu naukowców, takich jak Isaac Newton, James Watt, Charles Darwin, Alexander Fleming i Graham Bell. Pod względem liczby otrzymanych nagród Nobla, Brytyjczycy są na drugim miejscu po obywatelach Stanów Zjednoczonych.
Na terenie Wielkiej Brytanii, znajdują się polskie szkoły działające w soboty tzw. Szkoły Przedmiotów Ojczystych, prowadzone przez Polską Macierz Szkolną.

### Literatura
Termin „Literatura brytyjska” odnosi się do literatury związanej ze Zjednoczonym Królestwem, Wyspą Man oraz Wyspami Normandzkimi. Większość brytyjskiej literatury napisana jest w języku angielskim. W 2005 r. 206 000 książek było wydanych w Wielkiej Brytanii, a w roku 2006 był to największy wydawca książek na świecie.

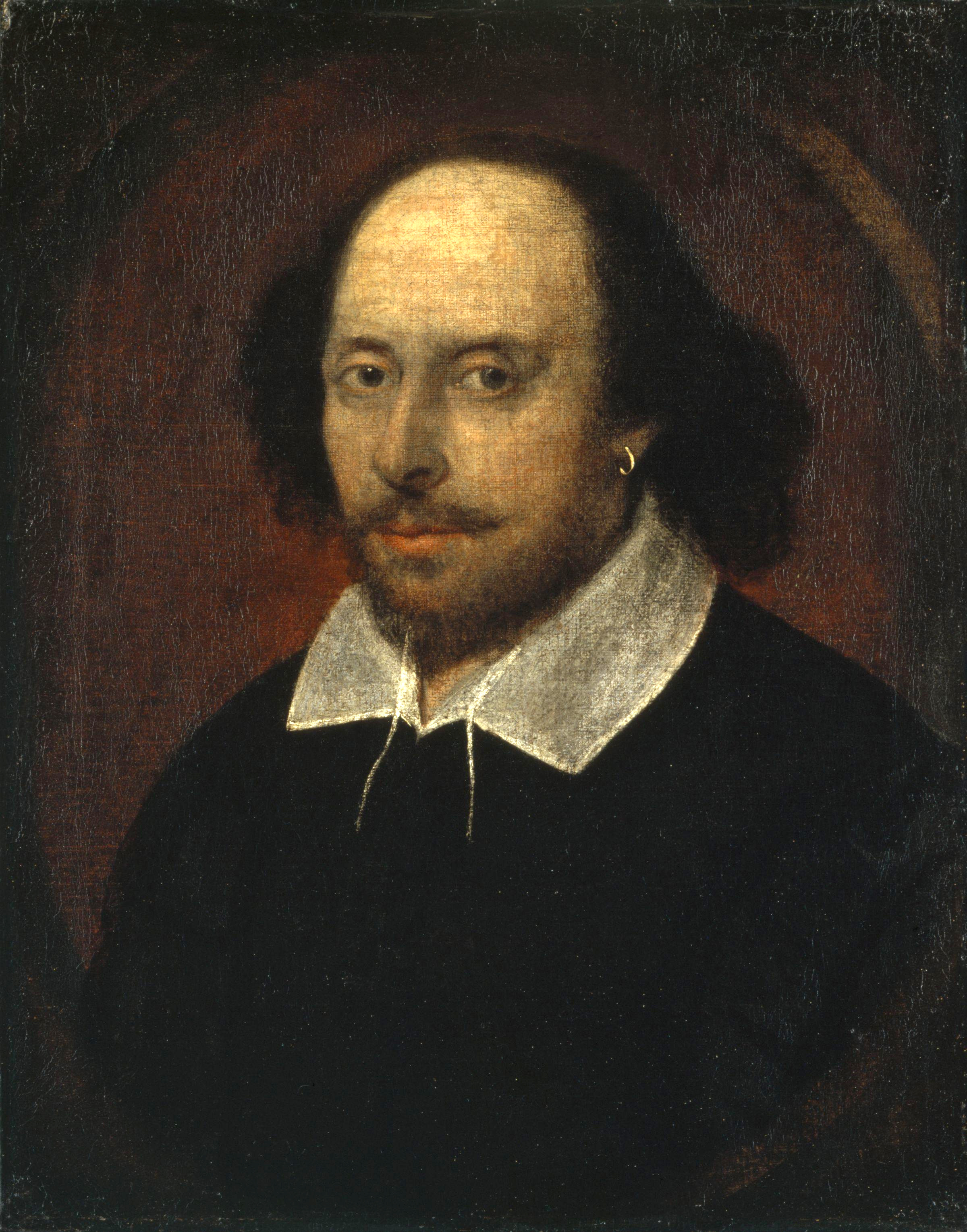
William Shakespeare

Angielski dramaturg i poeta William Shakespeare jest przez wielu literaturoznawców uważany za najwybitniejszego pisarza dramaturga wszech czasów, a jemu współcześni Christopher Marlowe i Ben Jonson również są nieprzerwanie cenieni. W czasach współczesnych dramaturdzy, tacy jak Alan Ayckbourn, Harold Pinter, Michael Frayn, Tom Stoppard i David Edgar, połączyli ze sobą elementy surrealizmu, realizmu i radykalizmu.
Do znaczących przed-współczesnych angielskich pisarzy należą takie osoby jak Geoffrey Chaucer (XIV w.), Thomas Malory (XV w.), sir Tomasz More (XVI w.), John Bunyan (XVII w.) i John Milton (XVII w.). W XVIII wieku Daniel Defoe (autor Robinsona Crusoe) i Samuel Richardson byli pionierami współczesnych powieści. W XIX wieku powstały kolejne innowacje za sprawą takich pisarzy jak Jane Austen, pisząca gotyckie powieści Mary Shelley, dziecięcy pisarz Lewis Carroll, siostry Brontë – Charlotte Brontë, Emily Brontë oraz Anne Brontë, działacz społeczny Charles Dickens, naturalista Thomas Hardy, realista George Eliot, wizjonerski poeta William Blake i romantyczny poeta William Wordsworth. Do XX-wiecznych angielskich pisarzy należą pisarz science fiction H.G. Wells; pisarze klasycznych bajek dla dzieci Rudyard Kipling, A.A. Milne (twórca Kubusia Puchatka), Roald Dahl i Enid Blyton; kontrowersyjny D.H. Lawrence; modernistka Virginia Woolf; satyryk Evelyn Waugh; proroczy powieściopisarz George Orwell; popularny pisarz W. Somerset Maugham i Graham Greene; twórczyni powieści kryminalnych Agatha Christie (najlepiej sprzedający się pisarz wszech czasów); Ian Fleming (twórca Jamesa Bonda); poeci T.S. Eliot, Philip Larkin i Ted Hughes; pisarze fantasy J.R.R. Tolkien, C.S. Lewis i J.K. Rowling; komiksopisarz Alan Moore, którego komiks Watchman jest często nazywany przez krytyków najlepszą serią komiksową i jednym z najlepiej sprzedających się komiksów kiedykolwiek wydanych na świecie.
Szkocki wkład w literaturę brytyjską obejmuje m.in. twórczość detektywistyczną pisarza Arthura Conana Doyle’a (twórca Sherlocka Holmesa), literaturę romantyczną sir Waltera Scotta, bajkopisarza J.M. Barriego, powieści przygodowe Roberta Louisa Stevensona i słynnego poety Roberta Burnsa. Nieco później moderniści i nacjonaliści Hugh MacDiarmid oraz Neil M. Gunn przyczynili się do szkockiego renesansu. Bardziej ponurą perspektywę zawierają opowiadania Iana Rankina oraz psychologiczne komedio-horrory Iaina Banks. Szkocka stolica Edynburg, była pierwszym światowym Miastem Literatury UNESCO.
Najstarszy znany brytyjski wiersz Y Gododdin, został skomponowany w Yr Hen Ogledd (północna Anglia), najprawdopodobniej w VI wieku. Był napisany po kumbryjsku bądź starowalijsku i zawierał najwcześniejsze znane wzmianki o królu Arturze. Od około VII wieku, związek między Walią a północnym obszarem Anglii został utracony, przez co zasięg języka walijskiego ograniczony został do Walii, gdzie arturiańska legenda była dalej rozwijana przez Geoffreya z Monmouth. Najbardziej szanowany walijski poeta, Dafydd ap Gwilym (1320–1370), tworzył poezję poruszającą tematy natury, religii, a w szczególności miłości. Jest on szeroko uznawany za jednego z najlepszych poetów europejskich tamtego wieku. Do XIX wieku większość walijskiej literatury powstawała w języku walijskim, a większość prozy miała charakter religijny. Daniel Owen jest uznawany za pierwszego walijskojęzycznego powieściopisarza, publikując Rhys Lewis w 1885 r. Najlepiej znanymi twórcami literatury anglo-walijskiej są dwaj autorzy o nazwisku Thomas. Dylan Thomas zyskał sławę po obu stronach Atlantyku w połowie XX wieku. Jest znany ze swoich poezji – jego Do not go gentle into that good night; Rage, rage against the dying of the light. jest jednym z najczęściej cytowanych angielskich dwuwierszy – oraz z jego „gry z głosami”, Under Milk Wood. Wpływowy poeta-ksiądz Kościoła Walii i walijski nacjonalista, R. S. Thomas, był nominowany do literackiej nagrody Nobla w 1996 roku. Czołowi walijscy powieściopisarze XX wieku to Richard Llewellyn oraz Kate Roberts.
Autorzy innych narodowości, szczególnie z krajów Wspólnoty Narodów, Irlandii i Stanów Zjednoczonych, żyli i tworzyli w Wielkiej Brytanii. Do znaczących przykładów w ciągu wieków zalicza się Jonathana Swifta, Oscara Wilde’a, Brama Stokera, George’a Bernarda Shawa, Josepha Conrada, T.S. Eliota, Ezra Pounda oraz bardziej współczesnych brytyjskich autorów urodzonych za granicą takich jak Kazuo Ishiguro czy sir Salman Rushdie.

### Muzyka

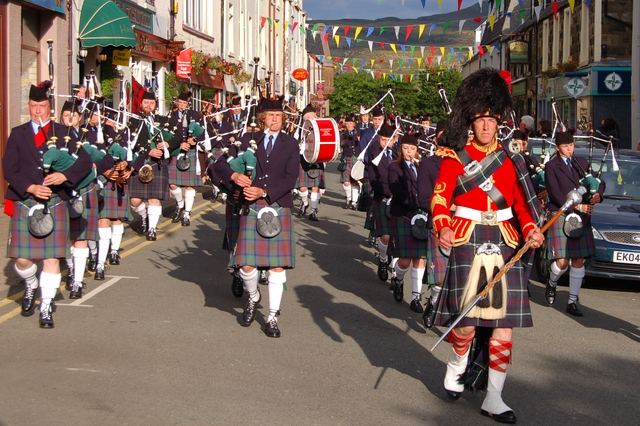
Isle of Skye Pipe Band Festival

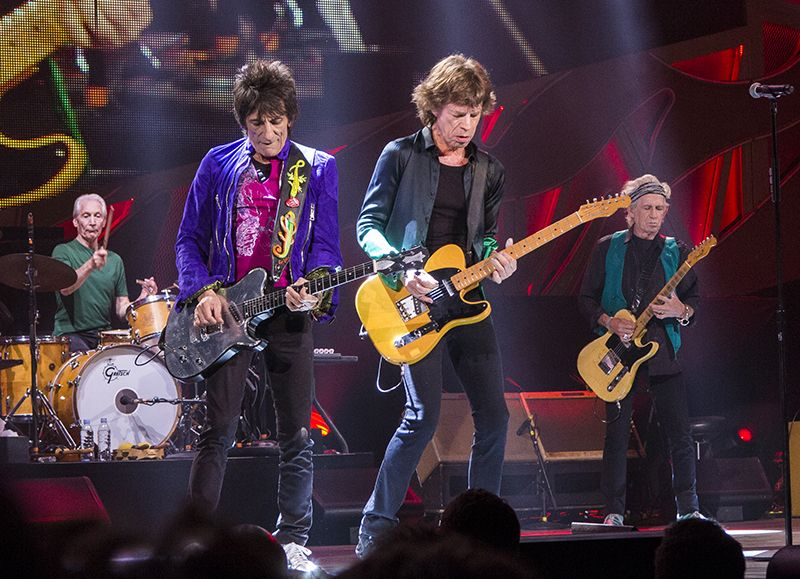
The Rolling Stones

Różne gatunki muzyczne są popularne w Wielkiej Brytanii, od rodzimej muzyki folkowej Anglii, Walii, Szkocji i Północnej Irlandii po heavy metal. Godnymi uwagi kompozytorami muzyki klasycznej z Wielkiej Brytanii oraz krajów które ją poprzedzały, byli William Byrd, Henry Purcell, sir Edward Elgar, Gustav Holst, sir Arthur Sullivan (najbardziej znany z pracy z sir W.S. Gilbertem), Ralph Vaughan Williams i Benjamin Britten, pionier nowoczesnej brytyjskiej opery. Wielka Brytania jest także domem dla sławnych na świecie orkiestr symfonicznych i chórów takich jak BBC Symphony Orchestra czy London Symphony Chorus. Znani dyrygenci to sir Simon Rattle, John Barbirolli i sir Malcolm Sargent. Sławni kompozytorzy muzyki filmowej to John Barry, Clint Mansell, Mike Oldfield, John Powell, Craig Armstrong, David Arnold, John Murphy, Monty Norman oraz Harry Gregson-Williams. Georg Friedrich Händel, choć urodzony w Niemczech, był naturalizowanym brytyjskim obywatelem i niektóre z jego największych dzieł, jak Mesjasz, były napisane w języku angielskim. Andrew Lloyd Webber uzyskał ogromny światowy sukces komercyjny oraz jest płodnym kompozytorem muzyki teatralnej, dzieł, które zdominowały londyński West End na wiele lat oraz powędrowały na Broadway w Nowym Jorku.
The Beatles sprzedali ponad miliard pozycji płytowych na świecie, będąc najlepiej sprzedającym i wpływowym zespołem w historii muzyki popularnej. Inne czołowe brytyjskie zespoły, które miały wpływ na muzykę popularną w drugiej połowie XX i na początku XXI wieku to m.in. The Rolling Stones, Led Zeppelin, Pink Floyd, Queen, the Bee Gees, Rick Astley i Elton John, wszyscy mający sprzedaż płyt na poziomie 200 milionów lub więcej w skali światowej. Brit Awards to coroczne rozdanie muzycznych nagród organizowane przez BPI, a niektórzy z brytyjskich odbiorców nagrody za Wielki Wkład w Muzykę to The Who, David Bowie, Eric Clapton, Rod Stewart i The Police. Ostatnio popularne brytyjskie zespoły, które uzyskały międzynarodowy rozgłos i sukces to Coldplay, Radiohead, Oasis, Spice Girls, Adele i One Direction.
Wiele brytyjskich miast jest znanych ze swojej muzyki. Zespoły z Liverpoolu miały więcej hitów singlowych w brytyjskich listach przebojów na pierwszym miejscu na osobę (54) niż jakiekolwiek inne miasto na świecie. Wkład Glasgow do muzyki był nagrodzony w 2008 r., kiedy zostało ono nazwane Miastem Muzyki przez UNESCO, jako jedno z trzech miast na świecie mających ten status.
Wielka Brytania stała się ojczyzną wielu gatunków muzyki elektronicznej, np. acid, house, breakbeat hardcore, big beat, jungle, drum and bass, UK garage, trip hop i dubstep.

### Wolnomularstwo
Wielka Brytania jest ojczyzną masonerii. Żyje tam obecnie około 300 tys. masonów. Wśród członków było i jest wielu arystokratów, królów i książąt. Należy do niej wielu oficerów policji, urzędników i zwykłych Brytyjczyków, głównie przedstawicieli elity na służbie państwowej. Obecnym wielkim mistrzem jest Edward Windsor, książę Kentu, członek rodziny królewskiej. Zjednoczona Wielka Loża Anglii jest uznawana za lożę matkę wielkich lóż w innych krajach.